# Statistiky českých hráčů v NHL

## Top 20 nejlepších českých hokejistů v základní části NHL

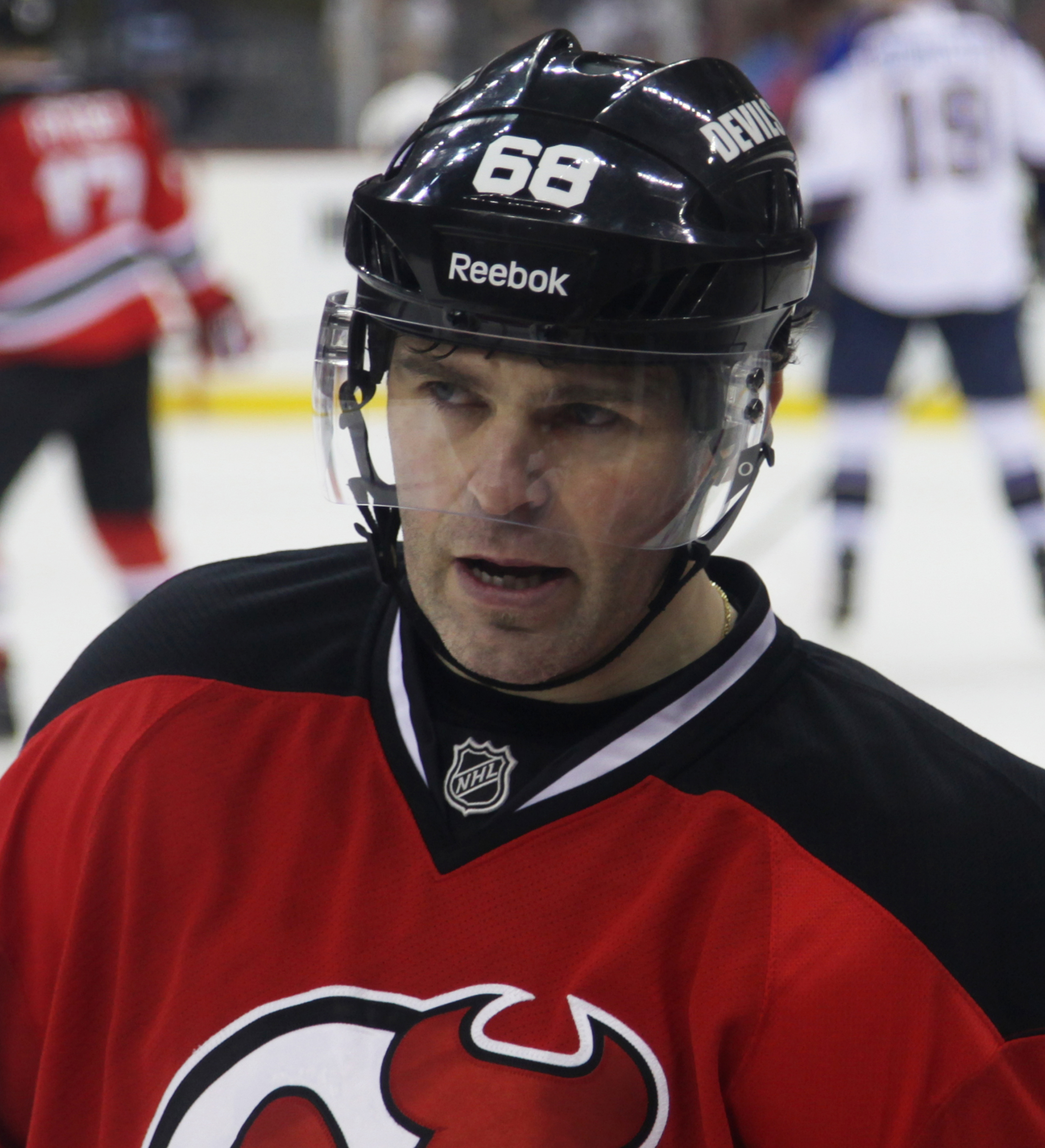
Jaromír Jágr Nejvíce asistencí v základní části 1155 asistencí
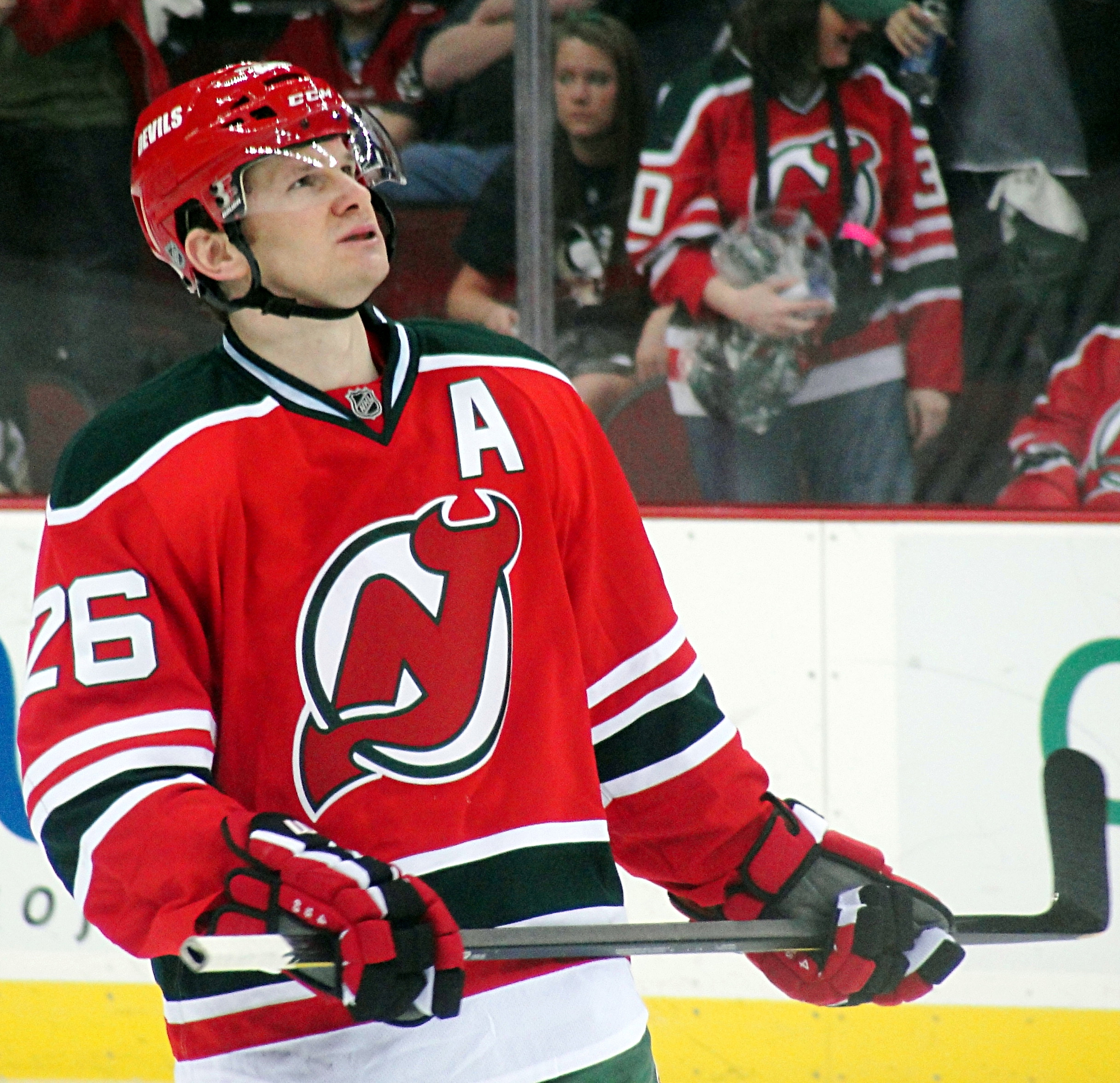
Patrik Eliáš Nejvíce asistencí v základní části 617 asistencí
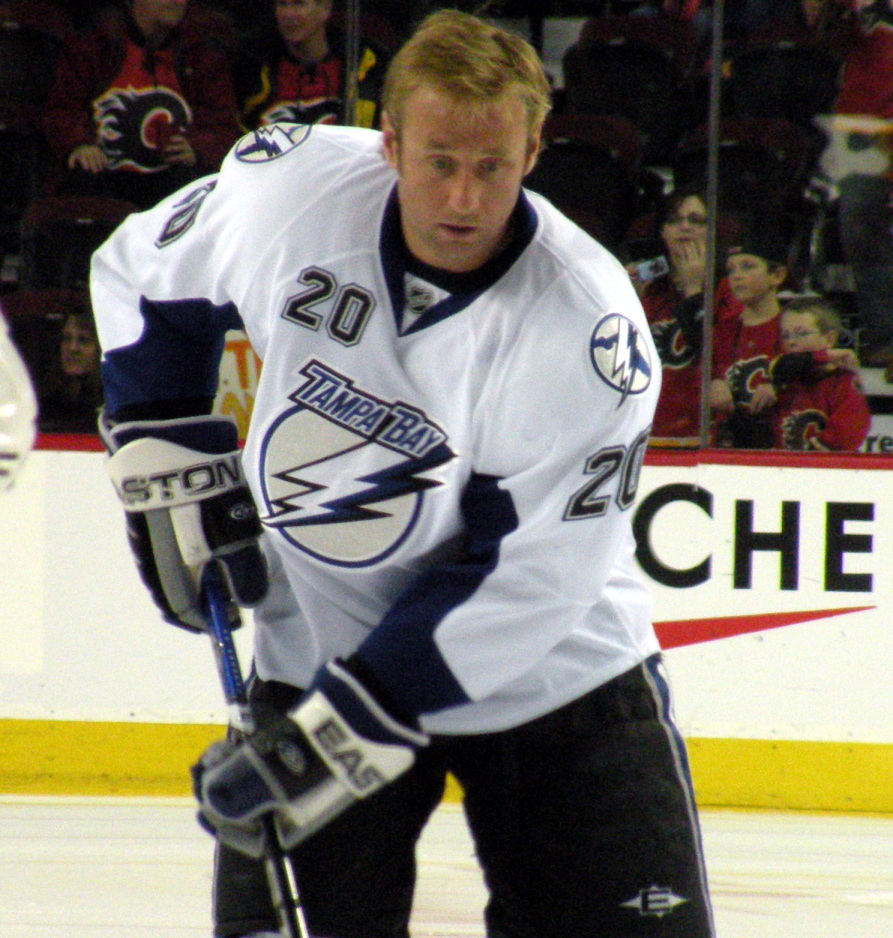
Václav Prospal Nejvíce asistencí v základní části 510 asistencí

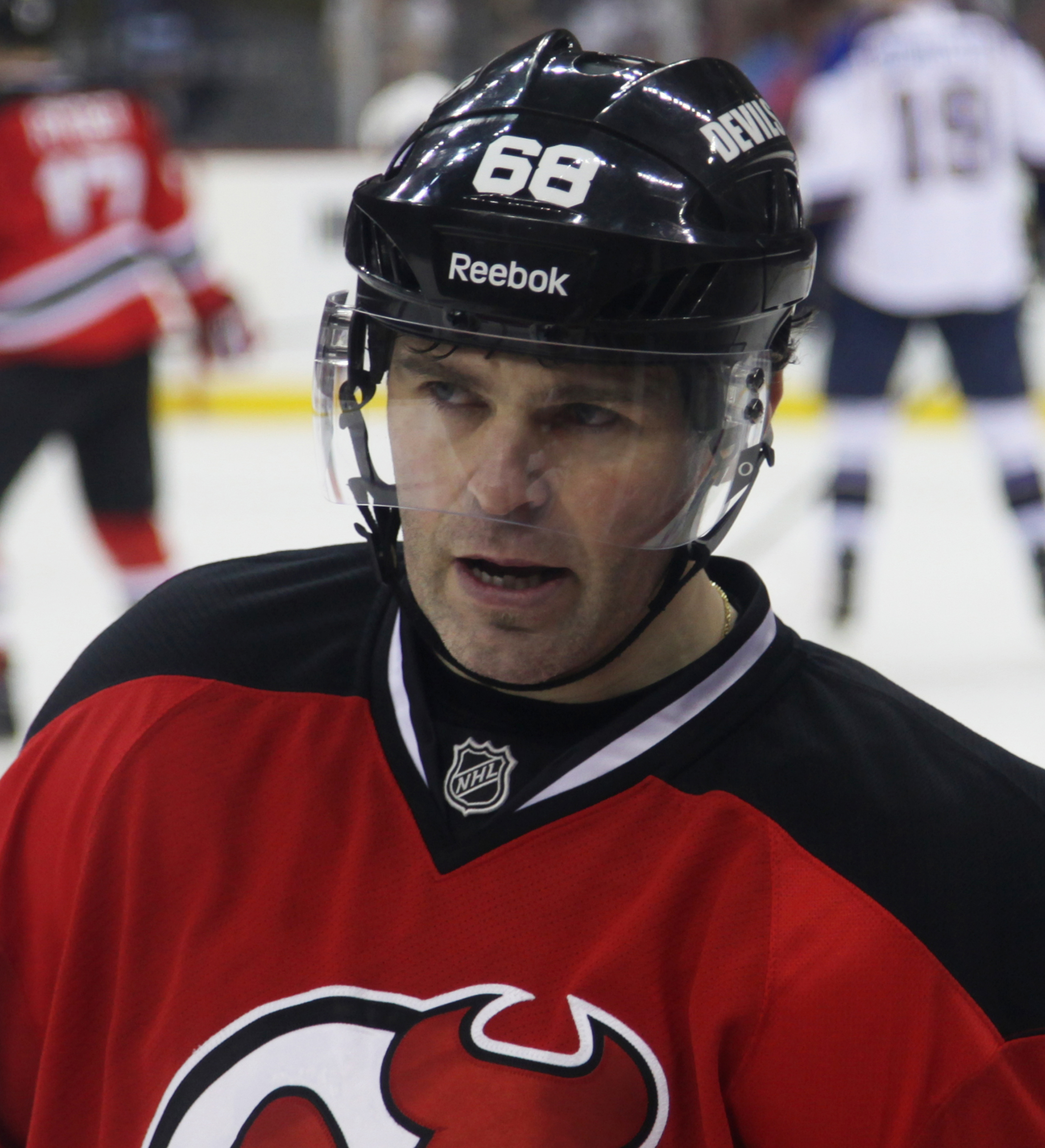
Jaromír Jágr Nejvíce kanadských bodů v základní části 1921 bodů
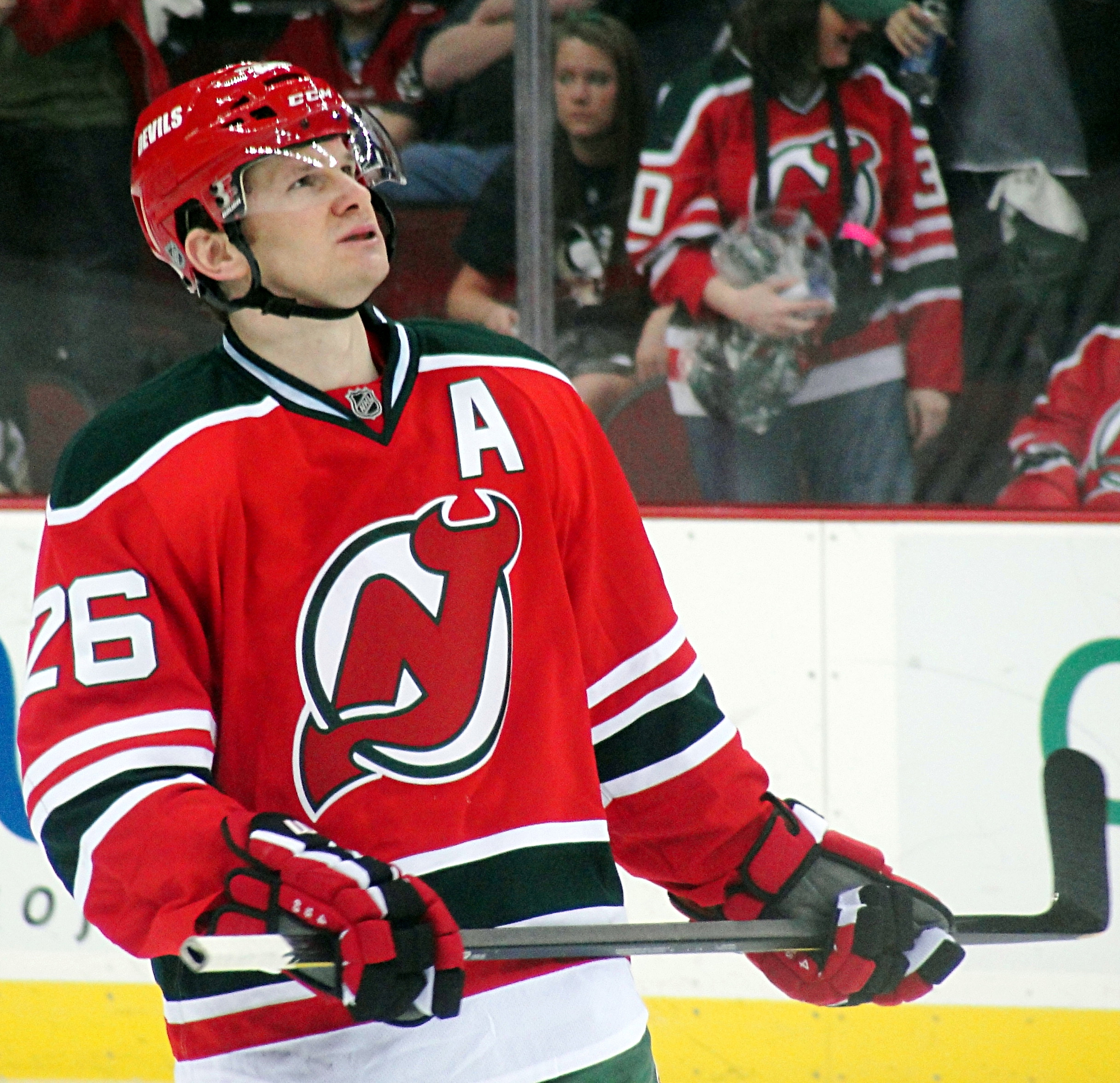
Patrik Eliáš Nejvíce kanadských bodů v základní části 1025 bodů
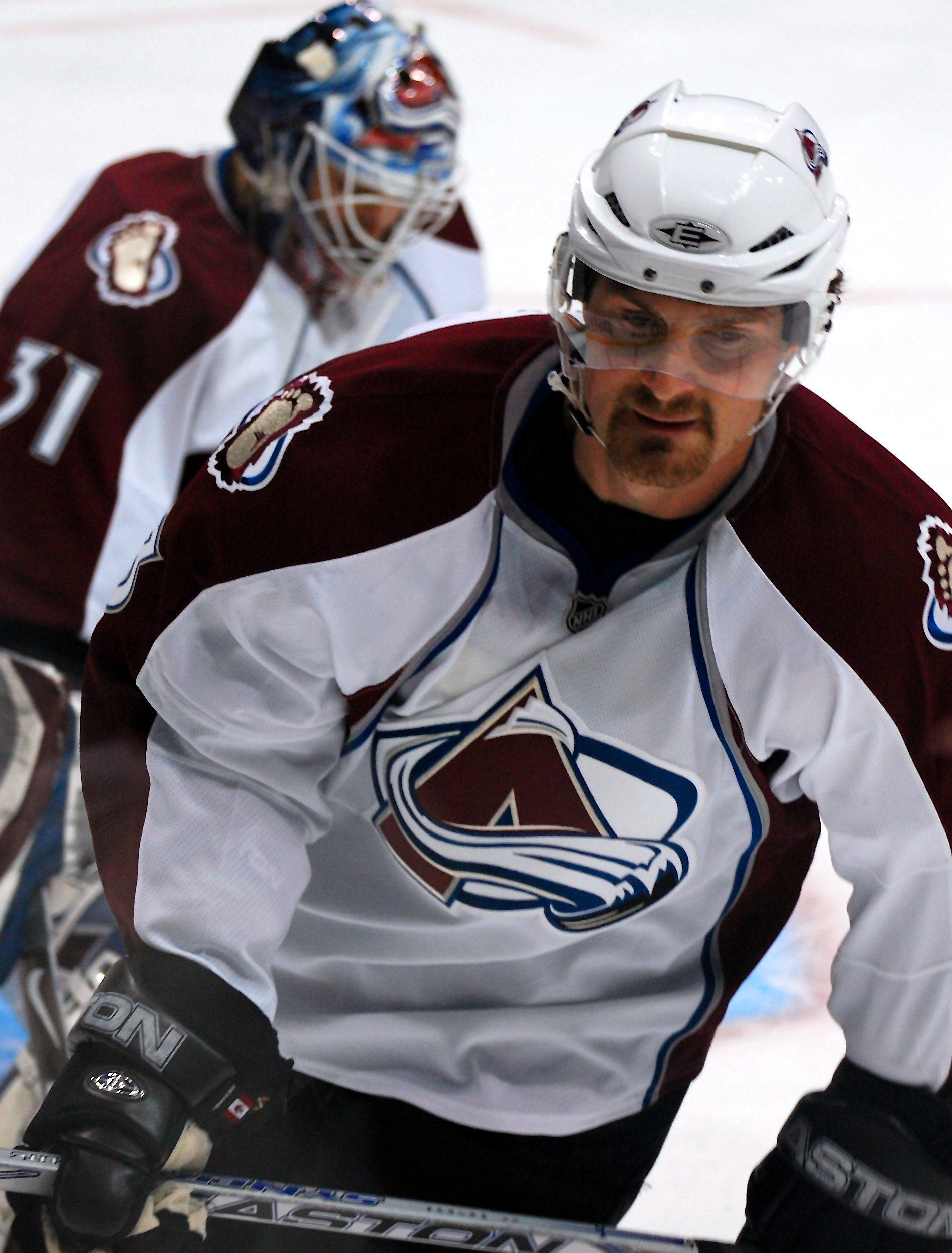
Milan Hejduk Nejvíce kanadských bodů v základní části 805 bodů

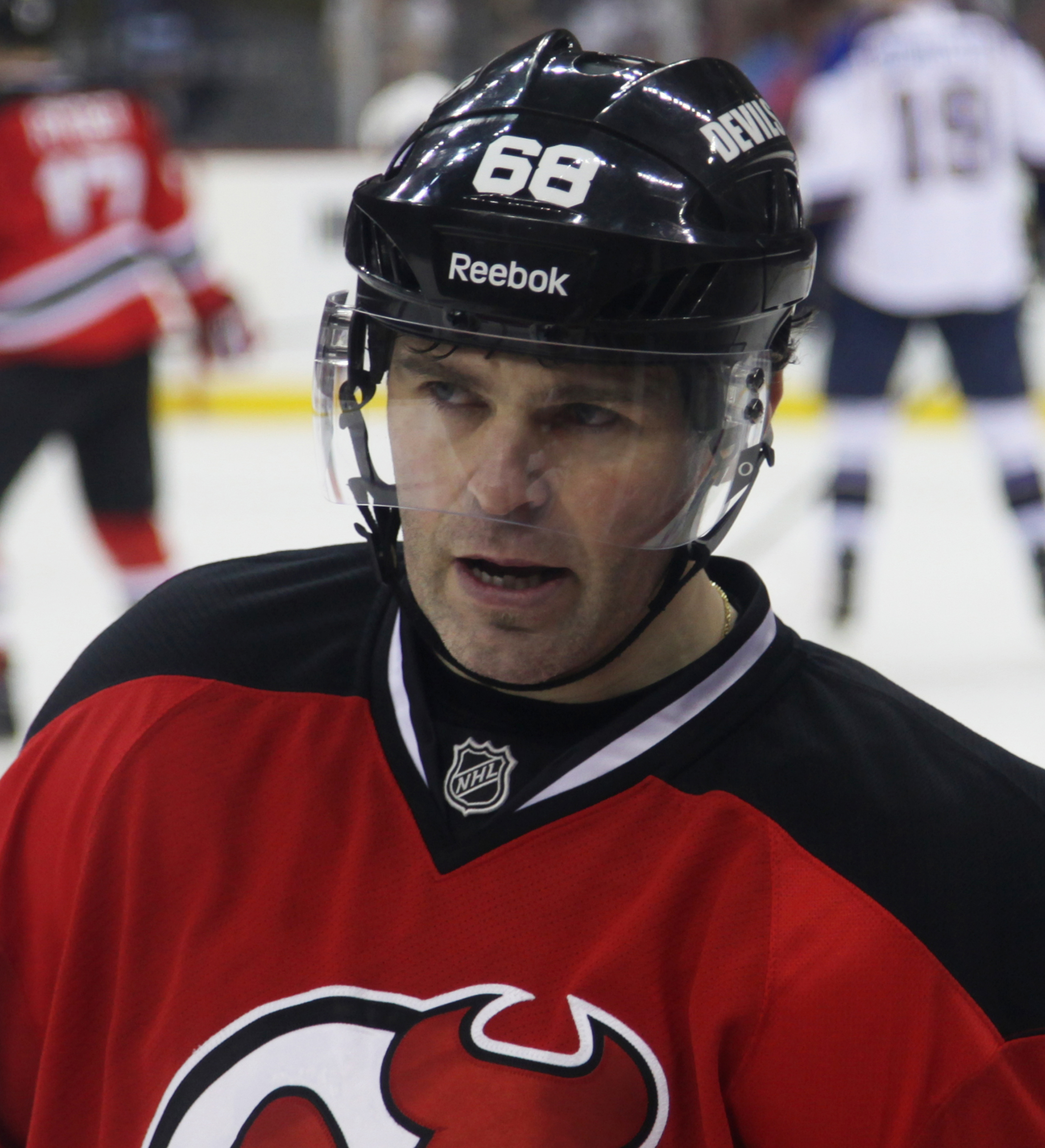
Jaromír Jágr Počet zápasů v základní části 1733 zápasů
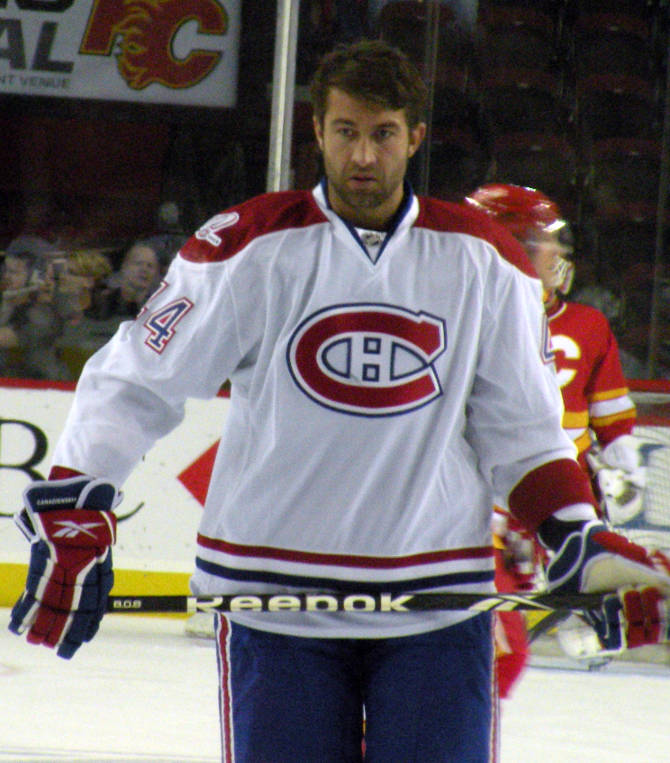
Roman Hamrlík Počet zápasů v základní části 1395 zápasů
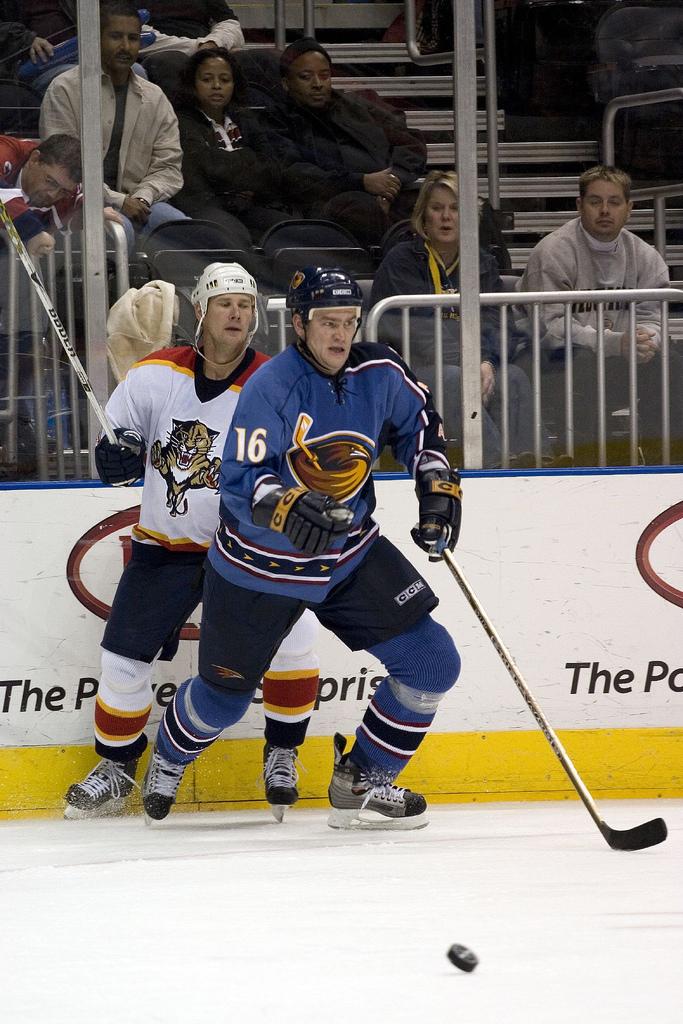
Bobby Holík Počet zápasů v základní části 1314 zápasů

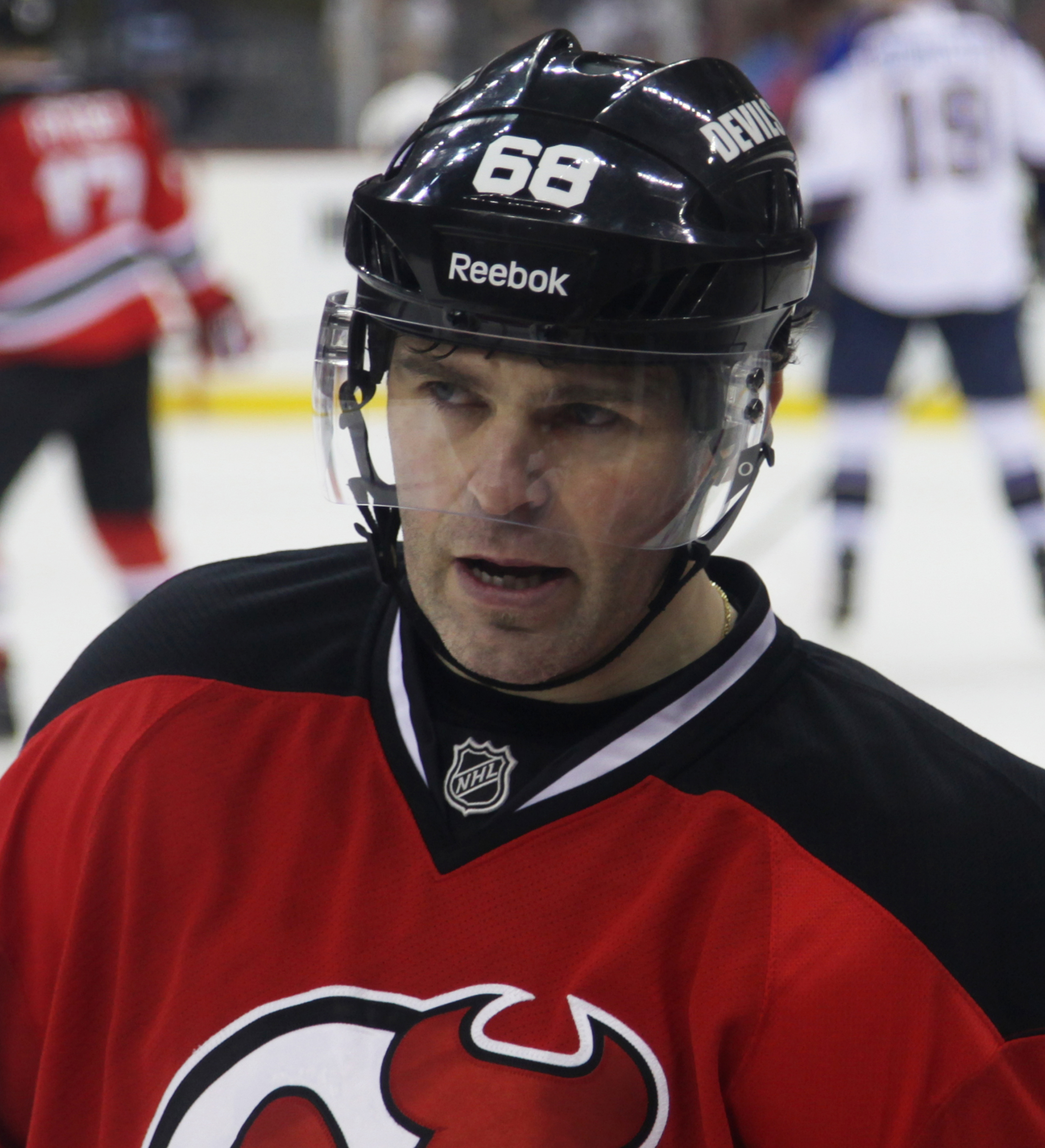
Jaromír Jágr Nejvíce branek v základní části 766 branek
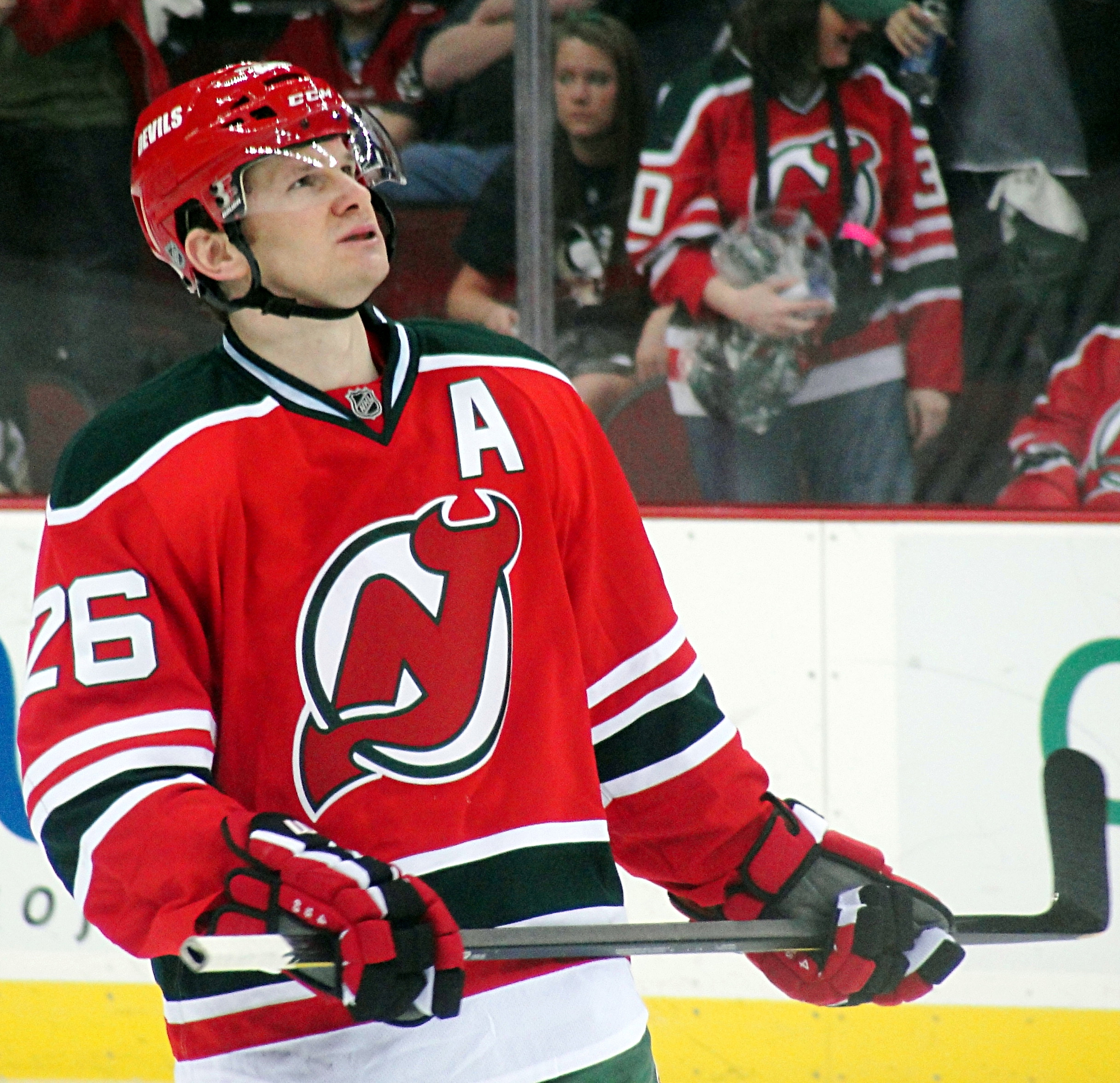
Patrik Eliáš Nejvíce branek v základní části 408 branek
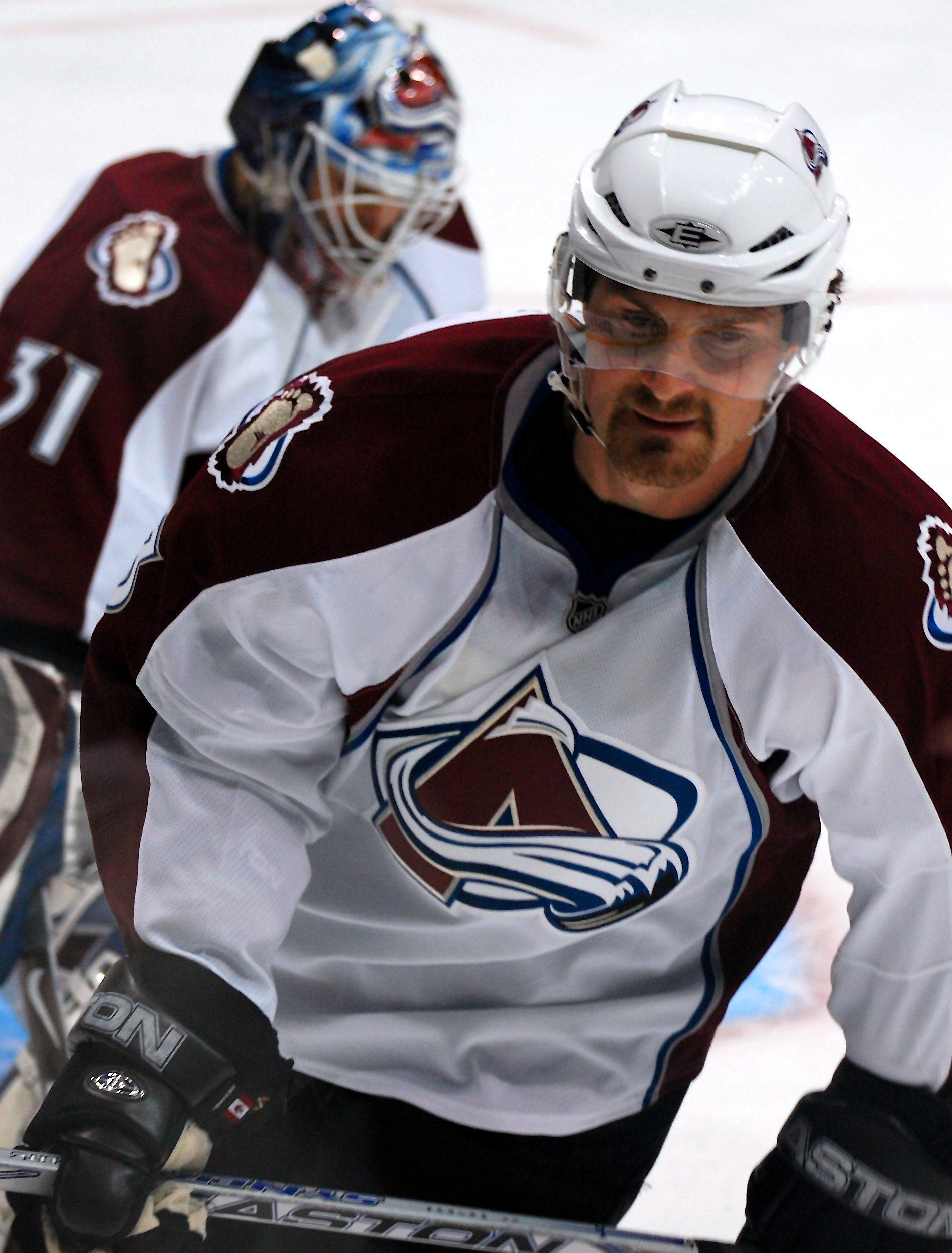
Milan Hejduk Nejvíce branek v základní části 375 branek

- Jaromír Jágr 
 Nejvíce asistencí v základní části
 1155 asistencí
- Patrik Eliáš 
 Nejvíce asistencí v základní části
 617 asistencí
- Václav Prospal 
 Nejvíce asistencí v základní části
 510 asistencí

- Jaromír Jágr 
 Nejvíce kanadských bodů v základní části
 1921 bodů
- Patrik Eliáš 
 Nejvíce kanadských bodů v základní části
 1025 bodů
- Milan Hejduk 
 Nejvíce kanadských bodů v základní části 805 bodů

- Tučně = stále aktivní v NHL

| Pořadí | Hráč            | Post    | Počet zápasů | Branky | Asistence | Body         | +/-     | +    | -   | TM   |      |     |     |     |      |
| ------ | --------------- | ------- | ------------ | ------ | --------- | ------------ | ------- | ---- | --- | ---- | ---- | --- | --- | --- | ---- |
| Pořadí | Hráč            | Post    | Počet zápasů | Branky | 1         | Jaromír Jágr | Útočník | 1733 | 766 | 1155 | 1921 | 322 | 186 | 158 | 1167 |
| 2      | Roman Hamrlík   | Obránce | 1395         | 155    | 483       | 638          | -49     | 0    | 0   | 1408 |      |     |     |     |      |
| 3      | Bobby Holík     | Útočník | 1314         | 326    | 421       | 747          | 115     | 0    | 0   | 1421 |      |     |     |     |      |
| 4      | Radek Dvořák    | Útočník | 1260         | 227    | 363       | 590          | -10     | 0    | 0   | 449  |      |     |     |     |      |
| 5      | Patrik Eliáš    | Útočník | 1240         | 408    | 617       | 1025         | 172     | 38   | 53  | 549  |      |     |     |     |      |
| 6      | Václav Prospal  | Útočník | 1108         | 255    | 510       | 765          | -57     | 0    | 0   | 581  |      |     |     |     |      |
| 7      | Radim Vrbata    | Útočník | 1057         | 284    | 339       | 623          | -19     | 142  | 191 | 294  |      |     |     |     |      |
| 8      | Petr Svoboda    | Obránce | 1028         | 58     | 341       | 399          | 206     | 0    | 0   | 1605 |      |     |     |     |      |
| 9      | Milan Hejduk    | Útočník | 1020         | 375    | 430       | 805          | 101     | 0    | 0   | 316  |      |     |     |     |      |
| 10     | Petr Sýkora     | Útočník | 1017         | 323    | 398       | 721          | 58      | 0    | 0   | 455  |      |     |     |     |      |
| 11     | Tomáš Plekanec  | Útočník | 998          | 232    | 375       | 607          | 55      | 198  | 175 | 543  |      |     |     |     |      |
| 12     | Robert Lang     | Útočník | 989          | 261    | 442       | 703          | 55      | 0    | 0   | 422  |      |     |     |     |      |
| 13     | Tomáš Kaberle   | Obránce | 984          | 87     | 476       | 563          | 17      | 0    | 0   | 260  |      |     |     |     |      |
| 14     | Petr Nedvěd     | Útočník | 982          | 310    | 407       | 717          | -21     | 0    | 0   | 708  |      |     |     |     |      |
| 15     | Pavel Kubina    | Obránce | 970          | 110    | 276       | 386          | -101    | 0    | 0   | 1123 |      |     |     |     |      |
| 16     | Radek Bonk      | Útočník | 969          | 194    | 303       | 497          | -22     | 0    | 0   | 581  |      |     |     |     |      |
| 17     | Michal Rozsíval | Obránce | 963          | 68     | 241       | 309          | 83      | 84   | 84  | 706  |      |     |     |     |      |
| 18     | Martin Ručinský | Útočník | 961          | 241    | 371       | 612          | 46      | 0    | 0   | 821  |      |     |     |     |      |
| 19     | Martin Straka   | Útočník | 954          | 257    | 460       | 717          | 67      | 0    | 0   | 360  |      |     |     |     |      |
| 20     | Martin Erat     | Útočník | 881          | 176    | 369       | 545          | -6      | 40   | 56  | 506  |      |     |     |     |      |

## Top 20 nejlepších českých hokejistů v play off NHL

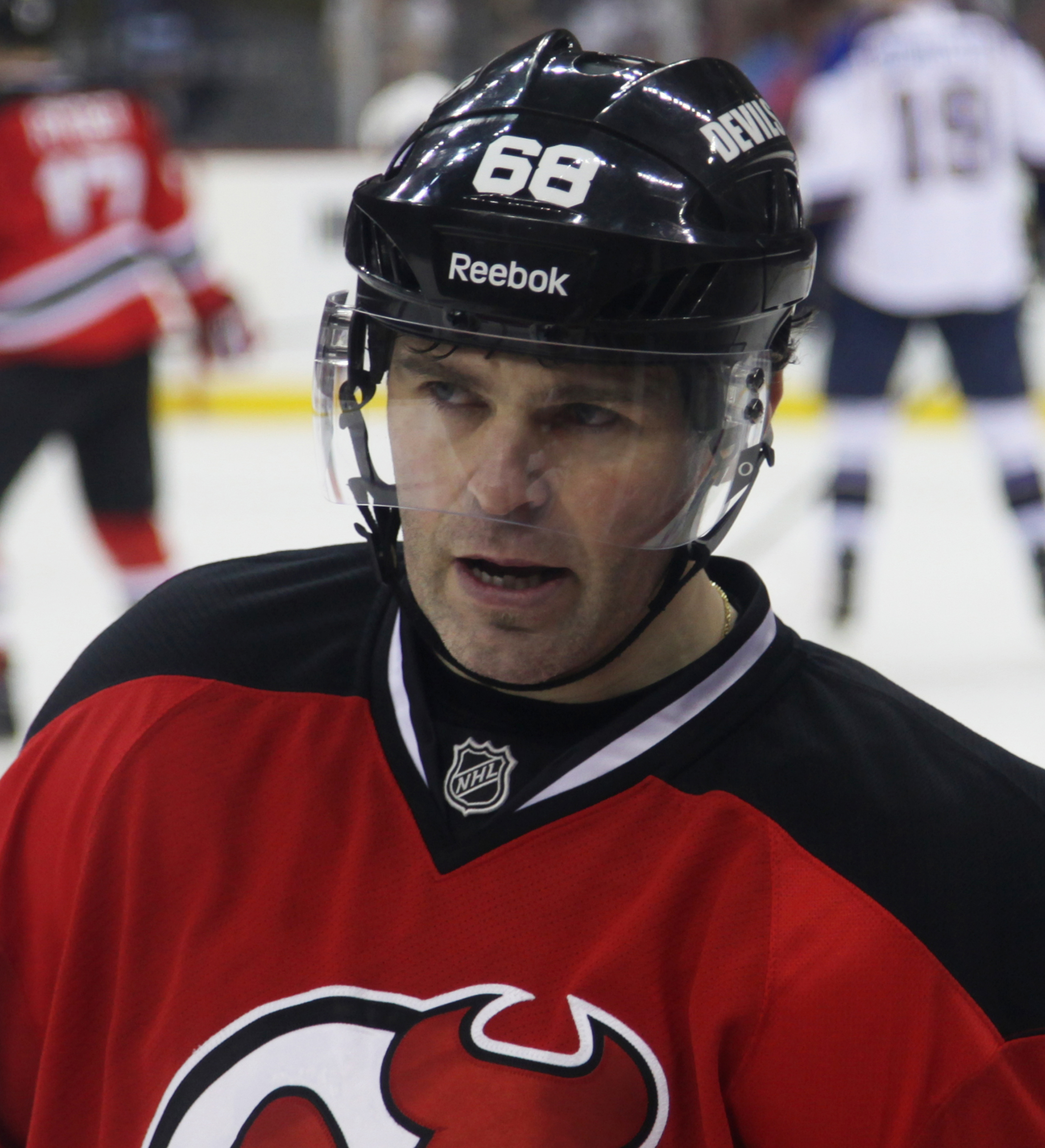
Jaromír Jágr Nejvíce asistencí v play off 123 asistencí
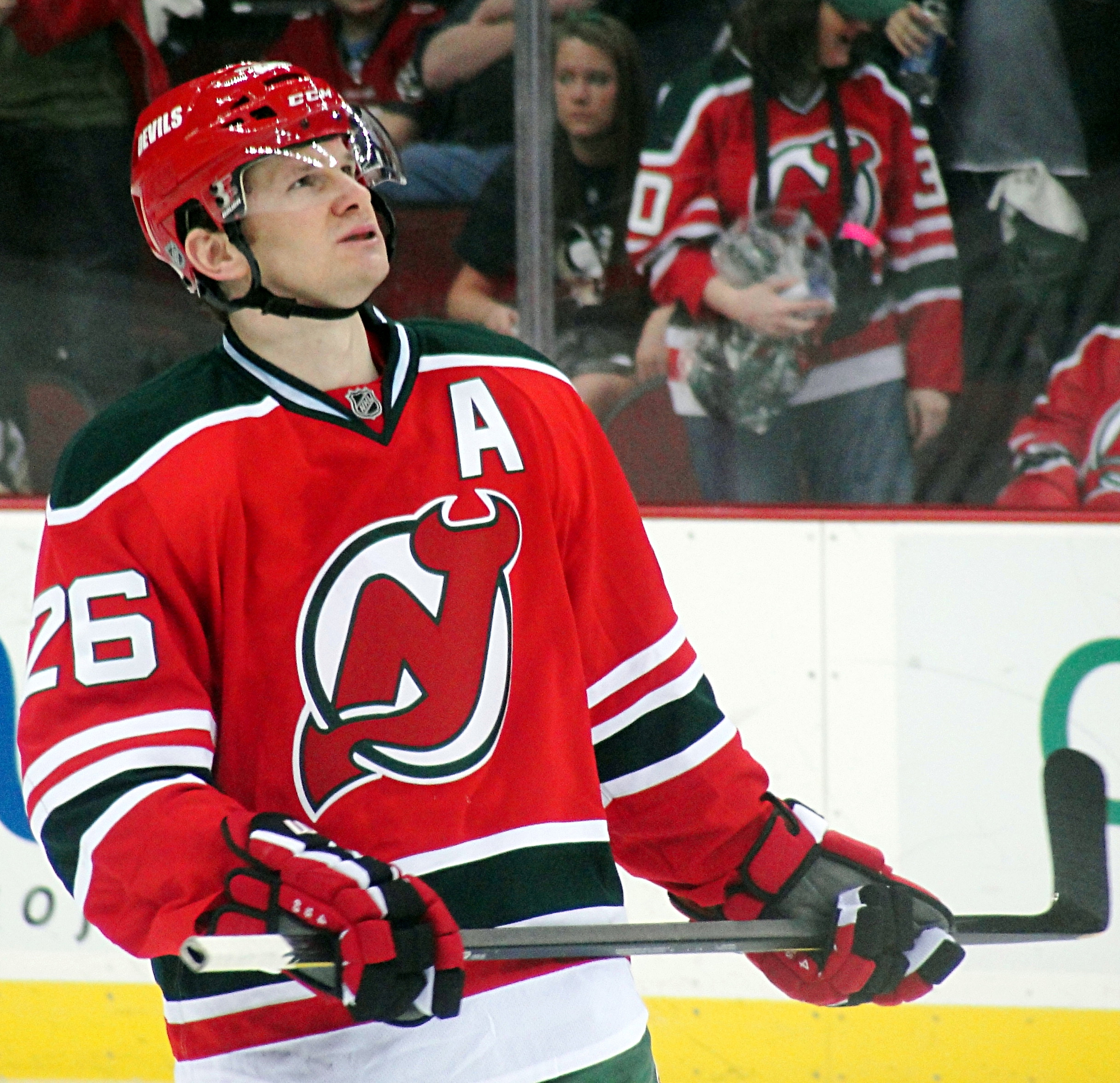
Patrik Eliáš Nejvíce asistencí v play off 80 asistencí
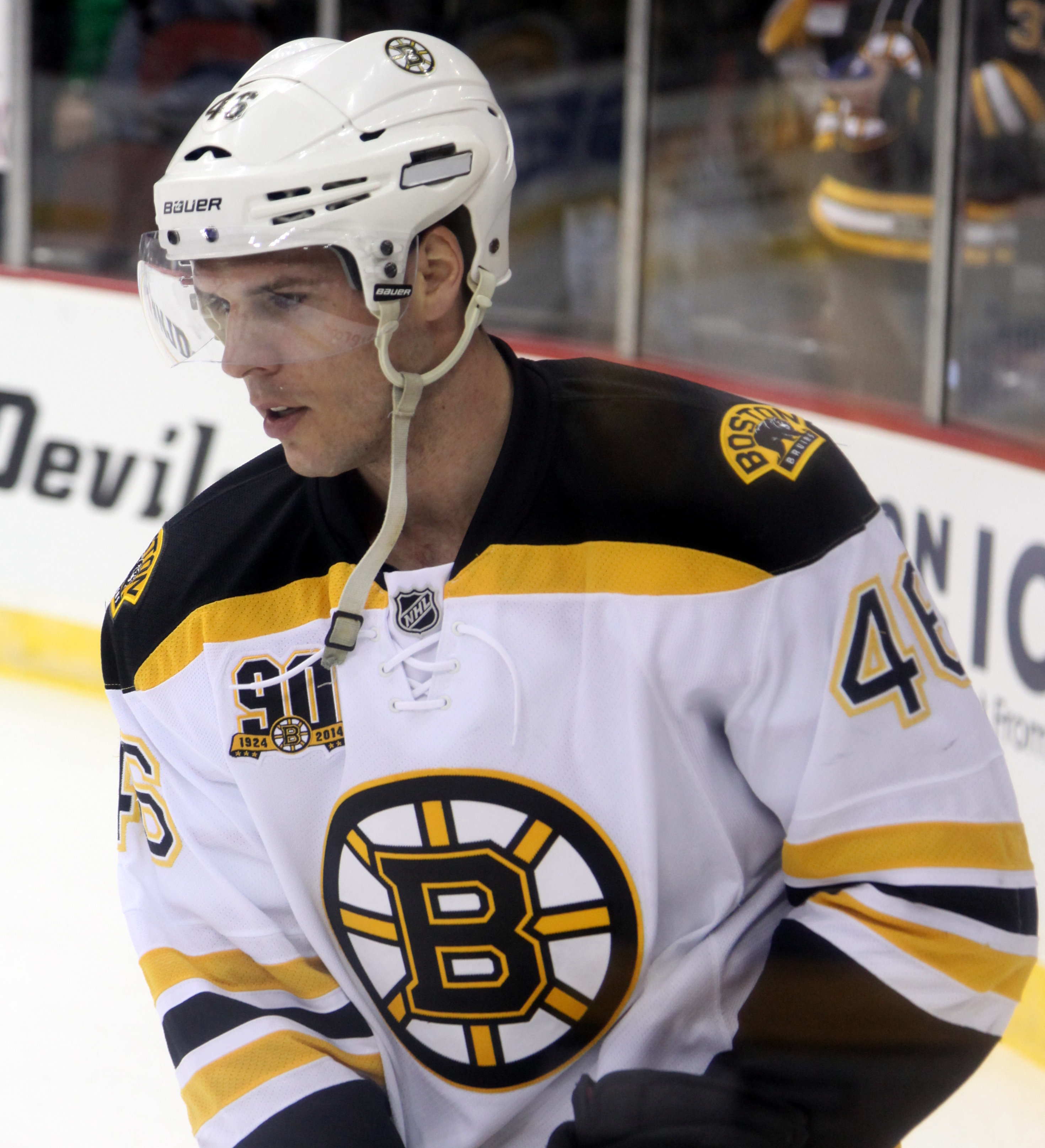
David Krejčí Nejvíce asistencí v play off 55 asistencí

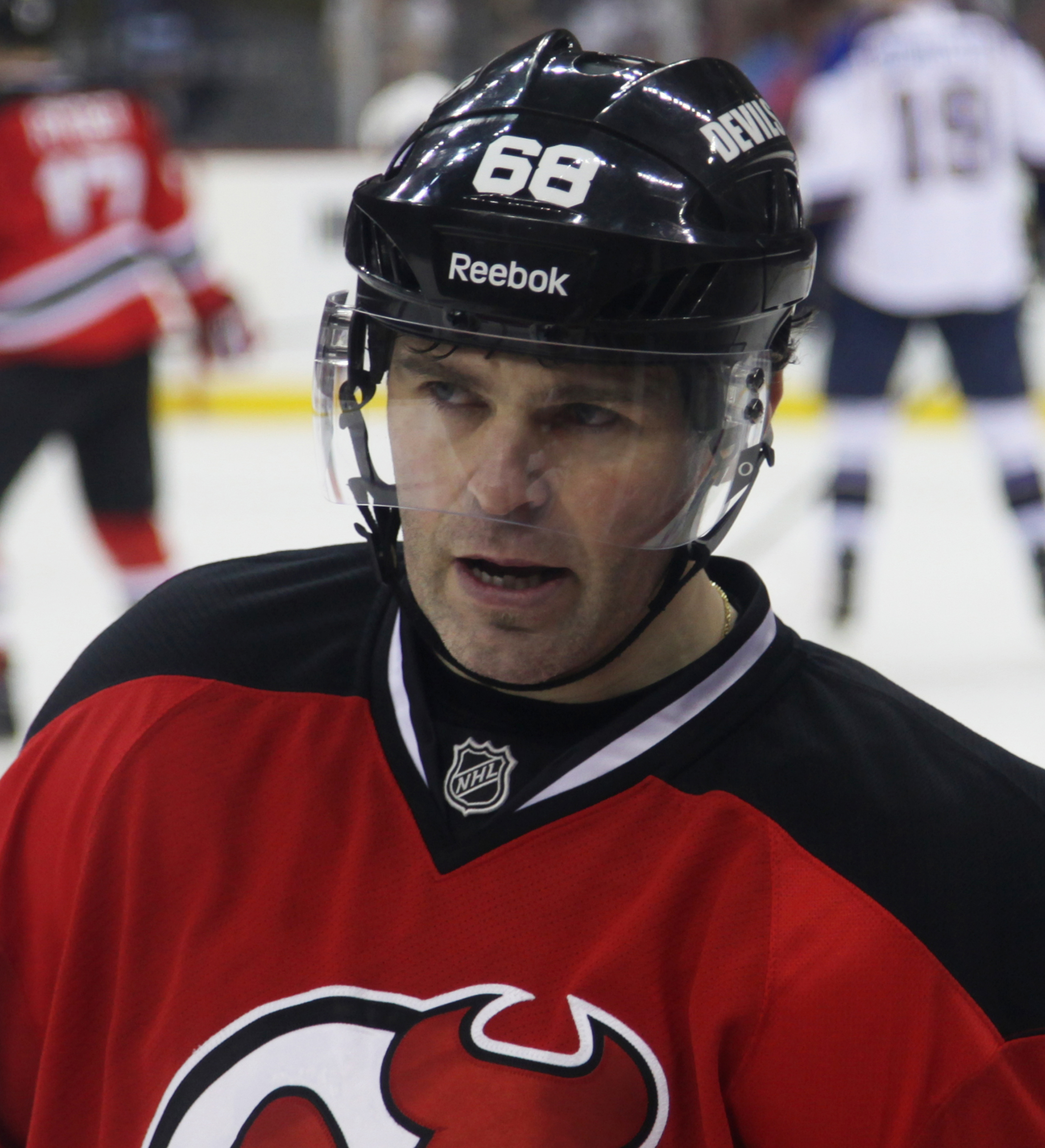
Jaromír Jágr Nejvíce kanadských bodů v play off 201 bodů
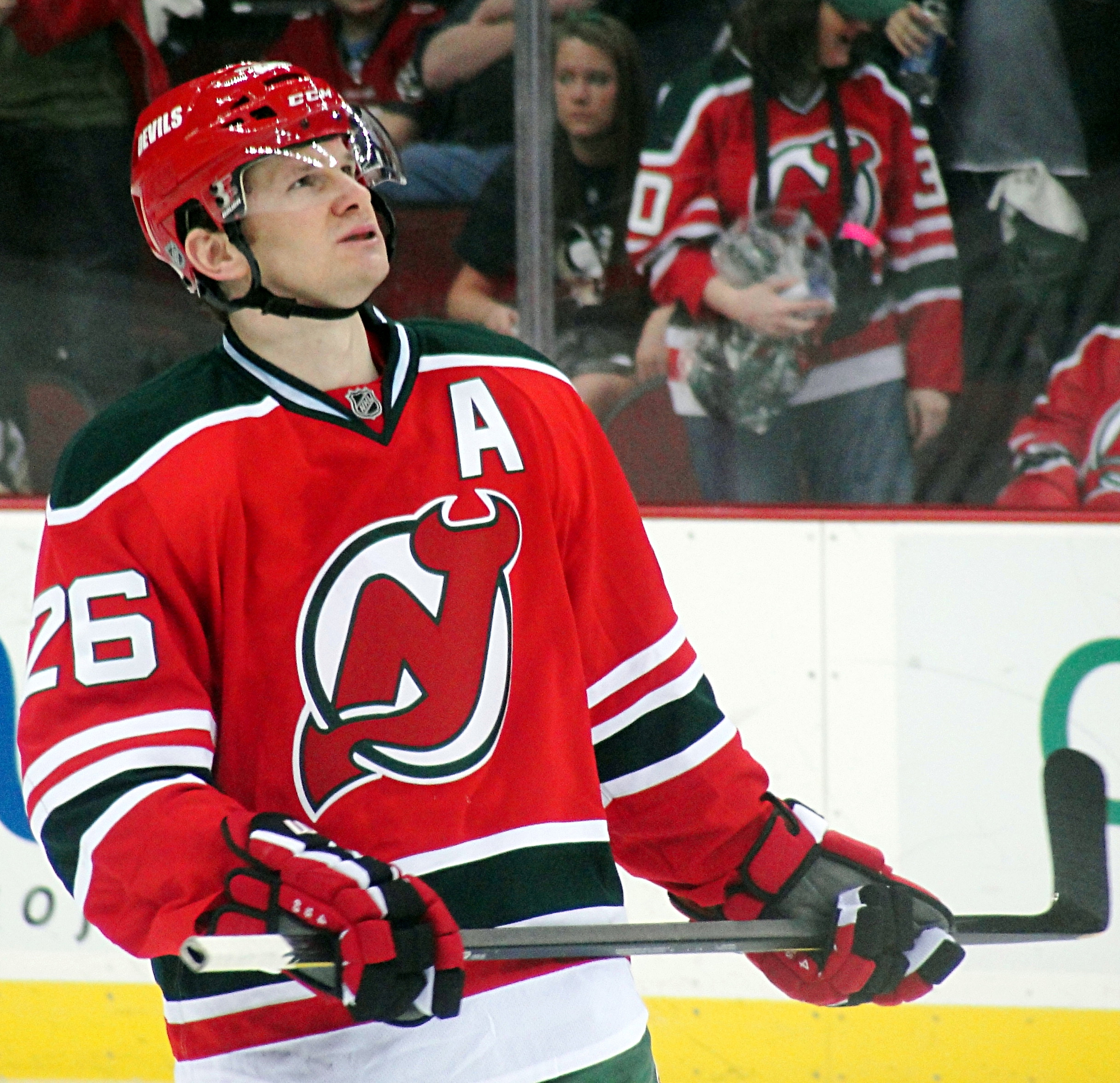
Patrik Eliáš Nejvíce kanadských bodů v play off 125 bodů
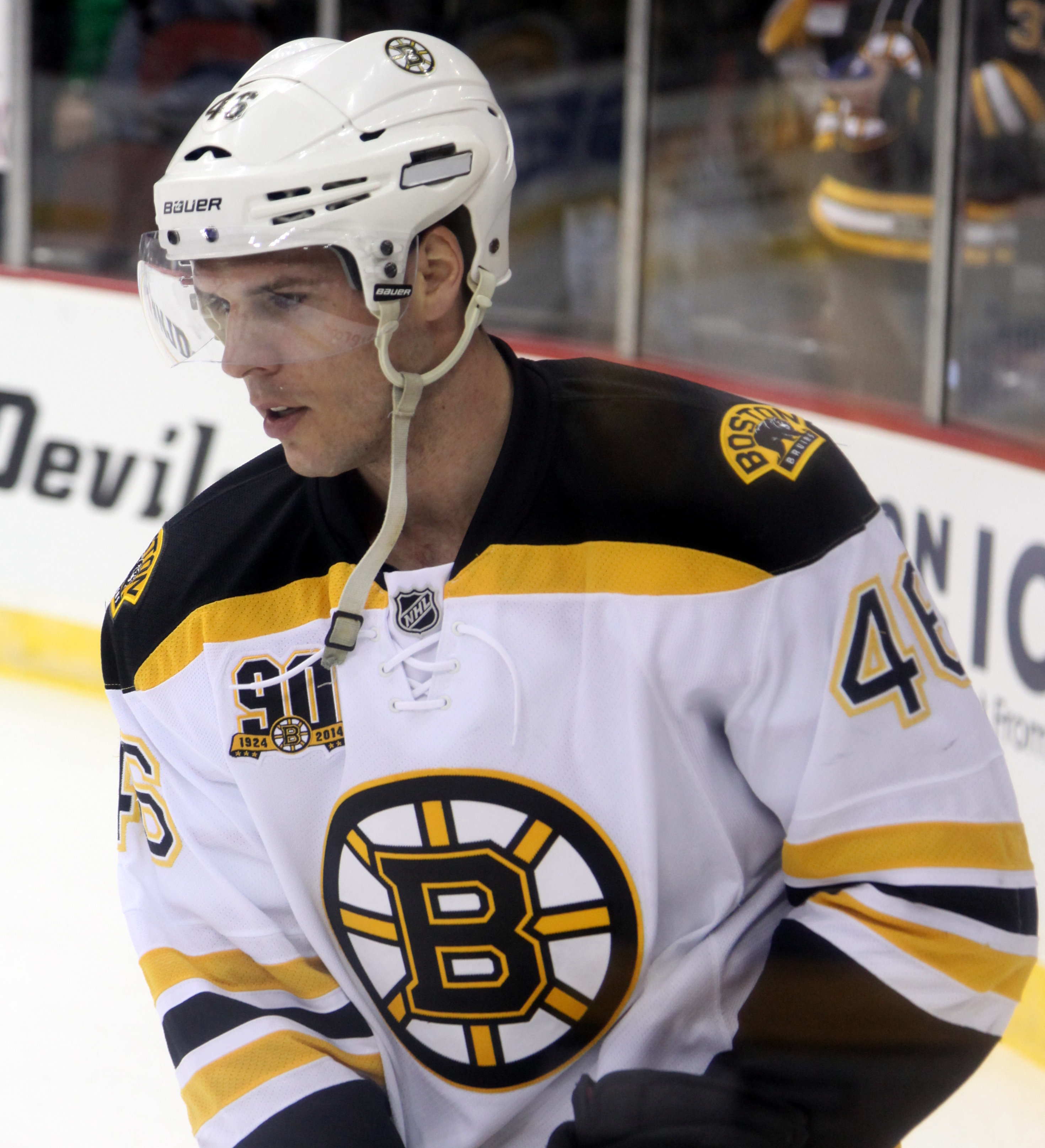
David Krejčí Nejvíce kanadských bodů v play off 87 bodů

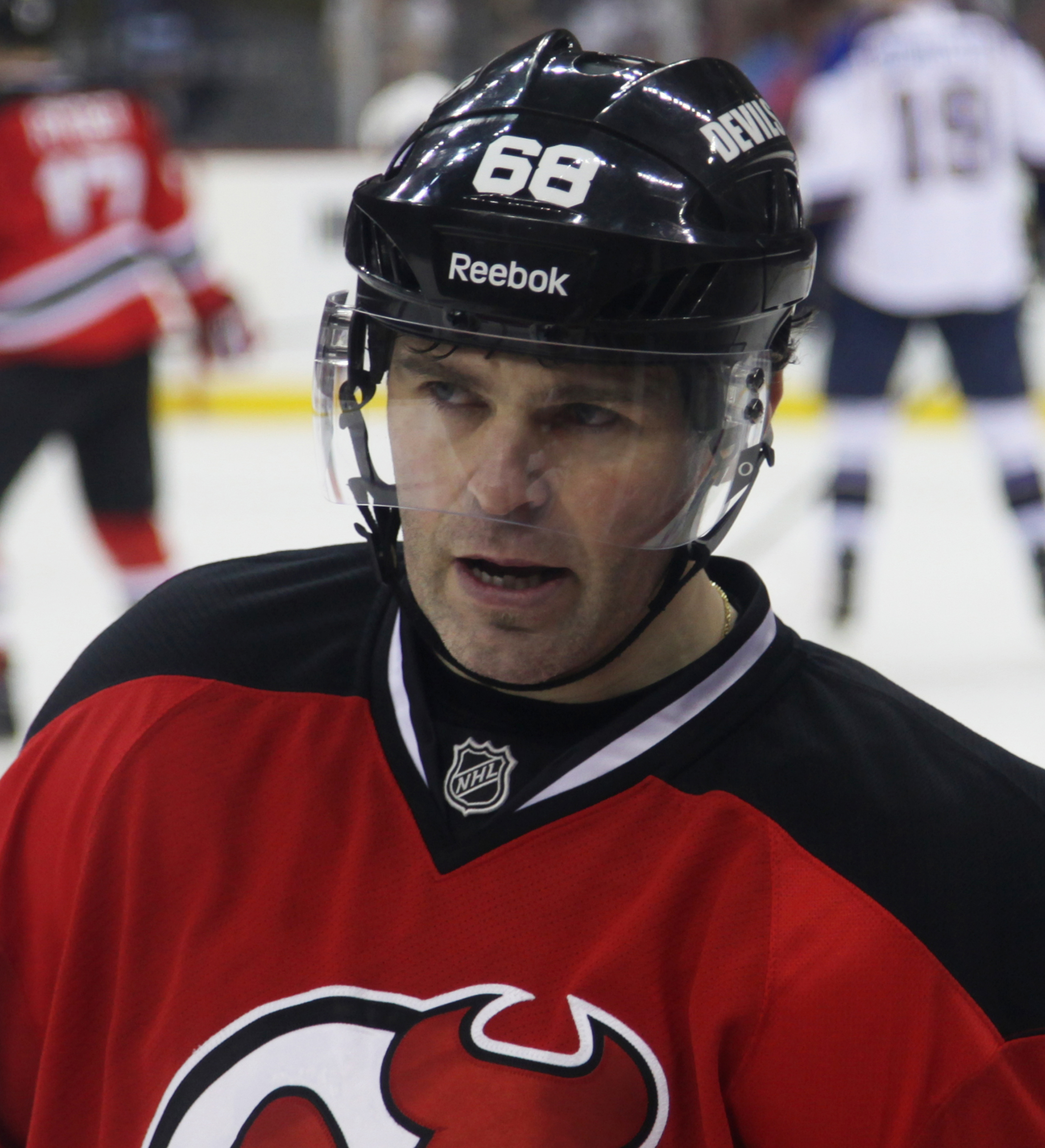
Jaromír Jágr Počet zápasů v play off 208 zápasů
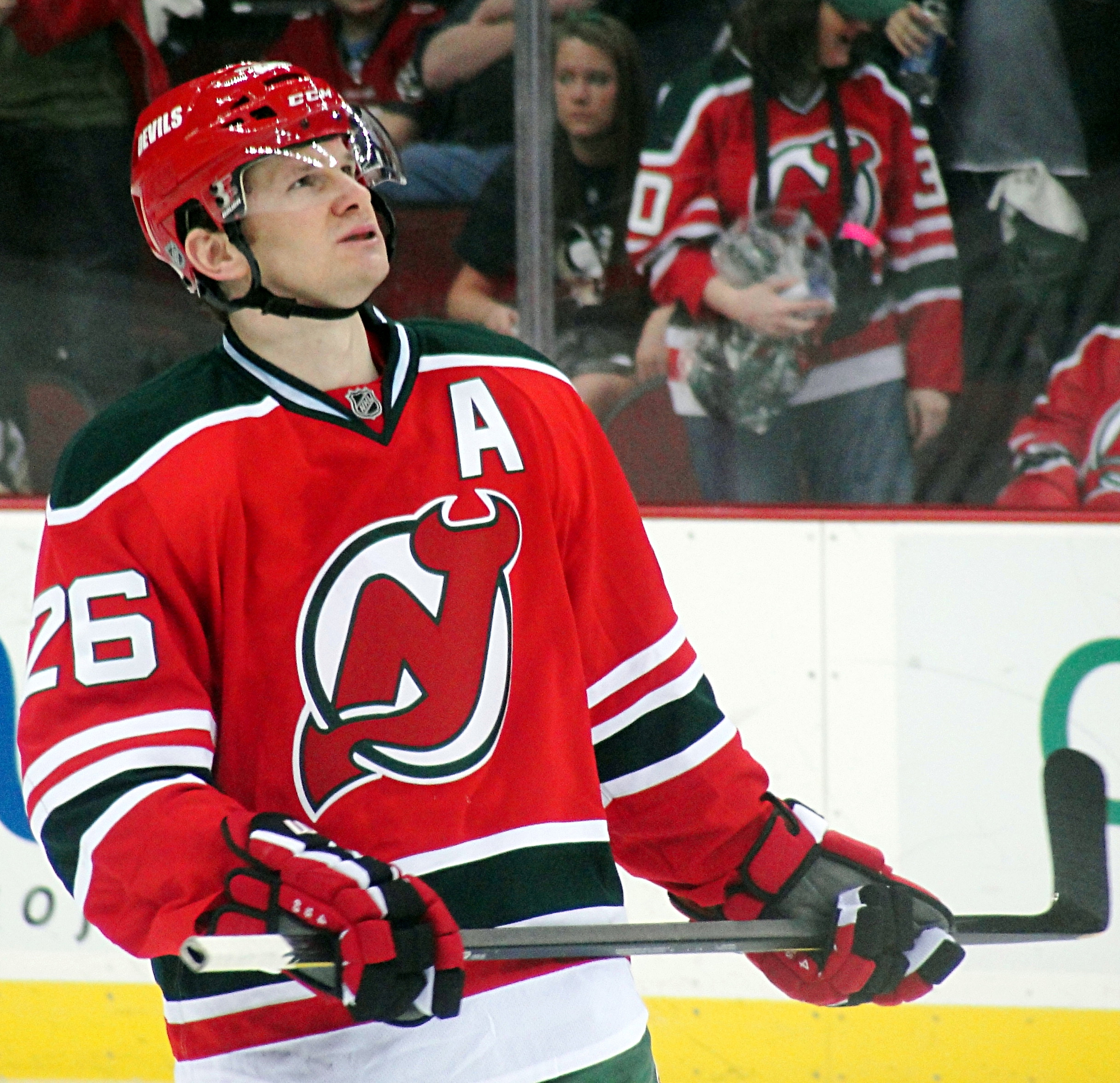
Patrik Eliáš Počet zápasů v play off 162 zápasů
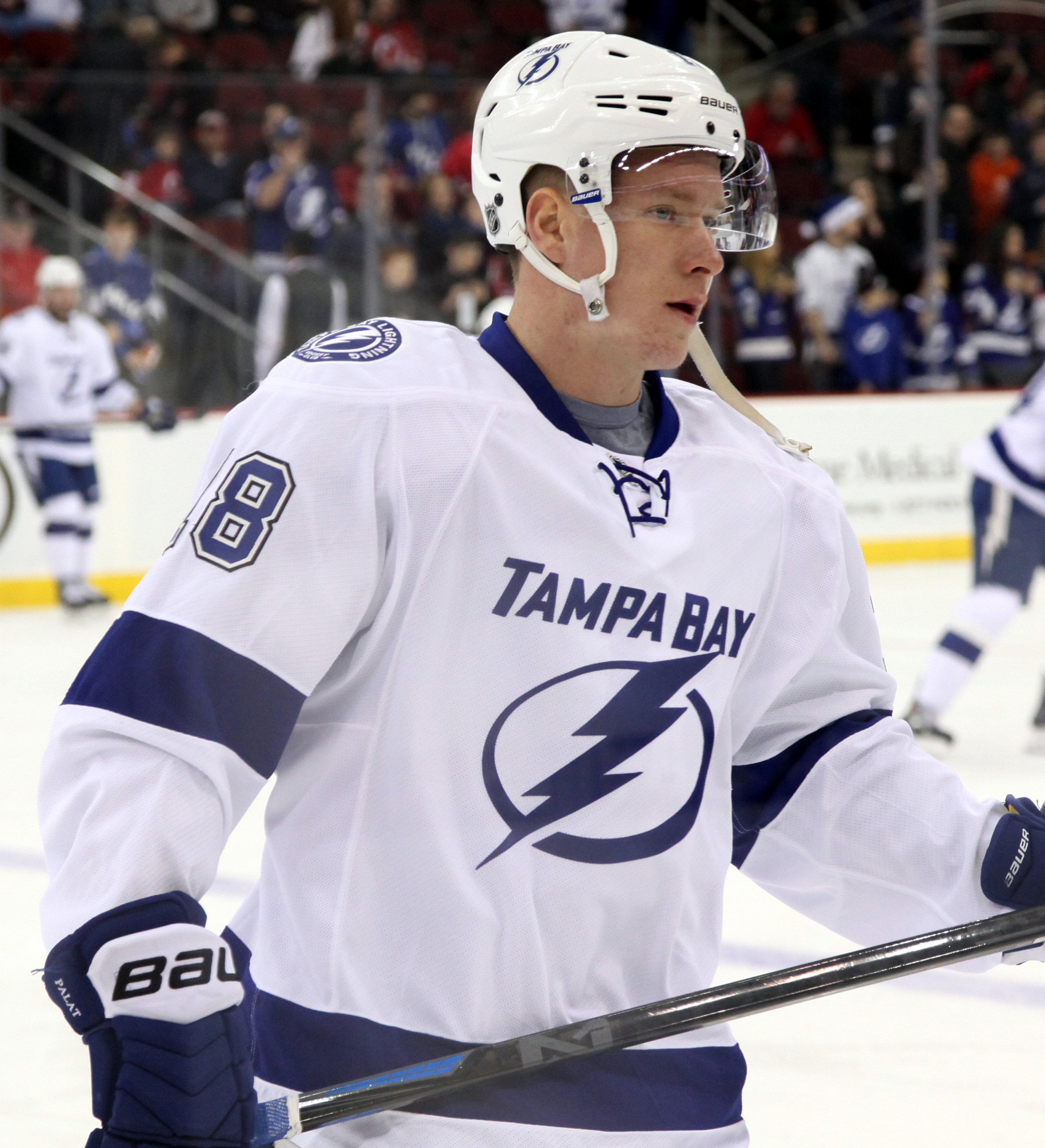
Ondřej Palát

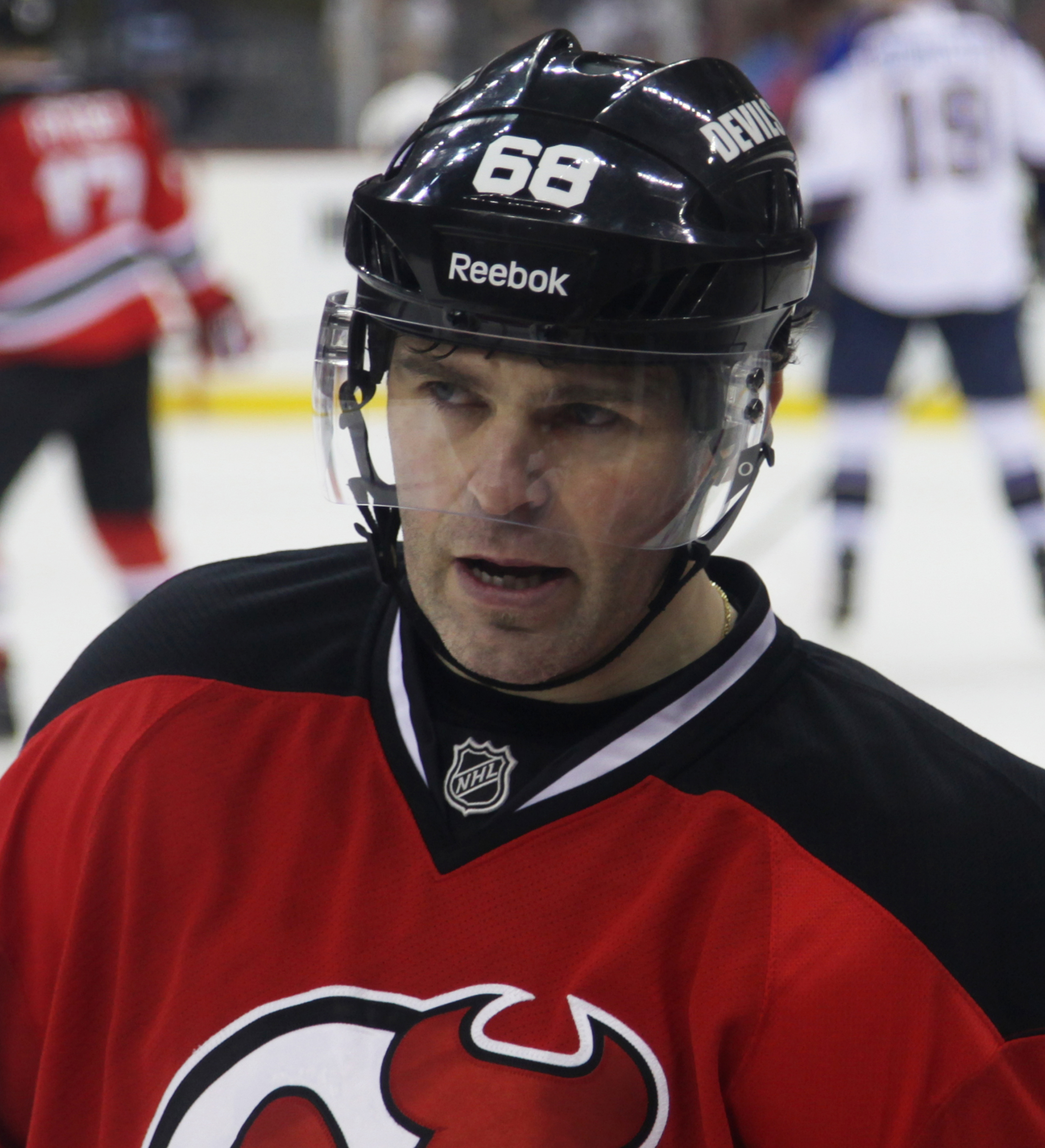
Jaromír Jágr Nejvíce branek v play off 78 branek
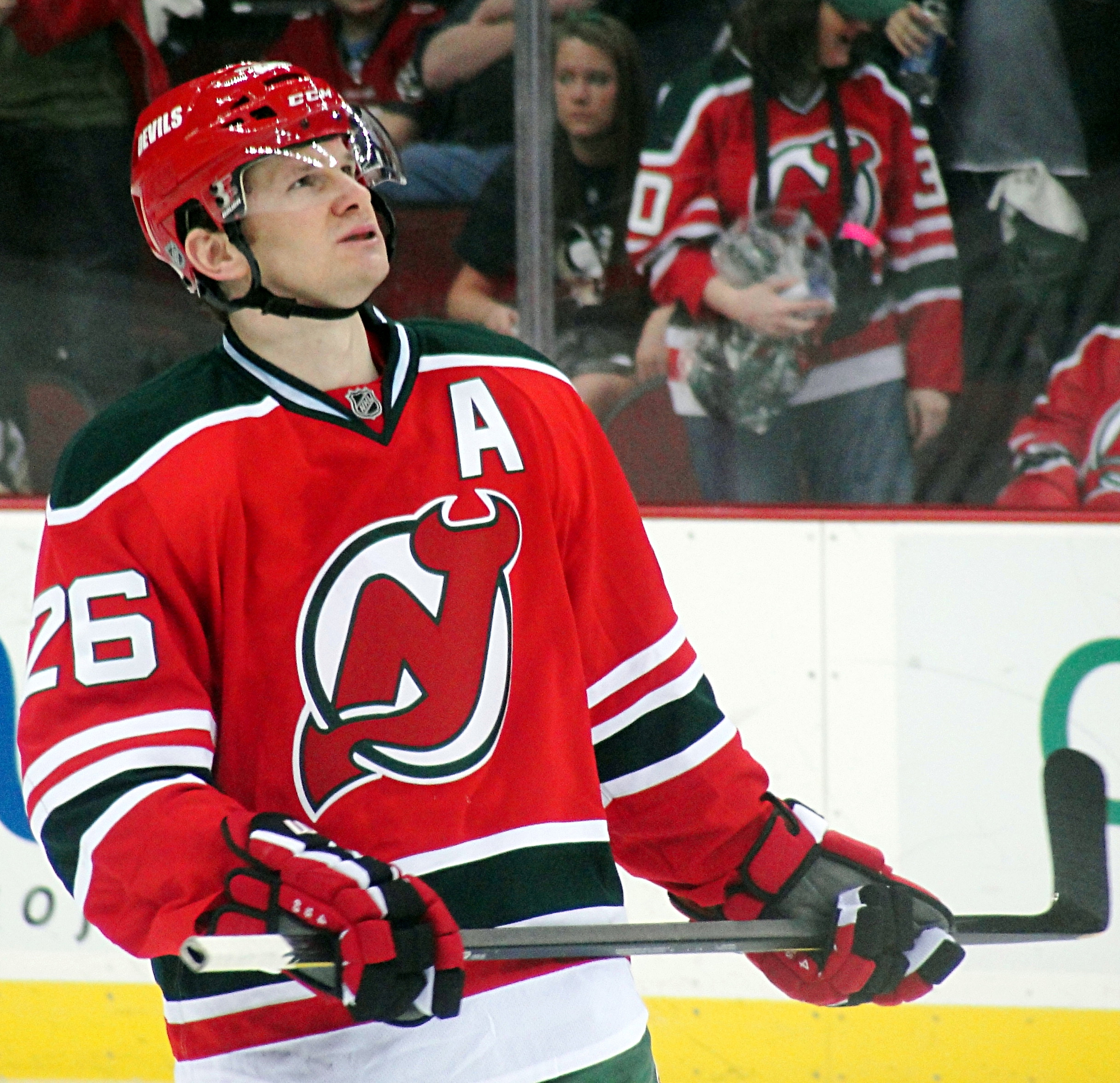
Patrik Eliáš Nejvíce branek v play off 45 branek
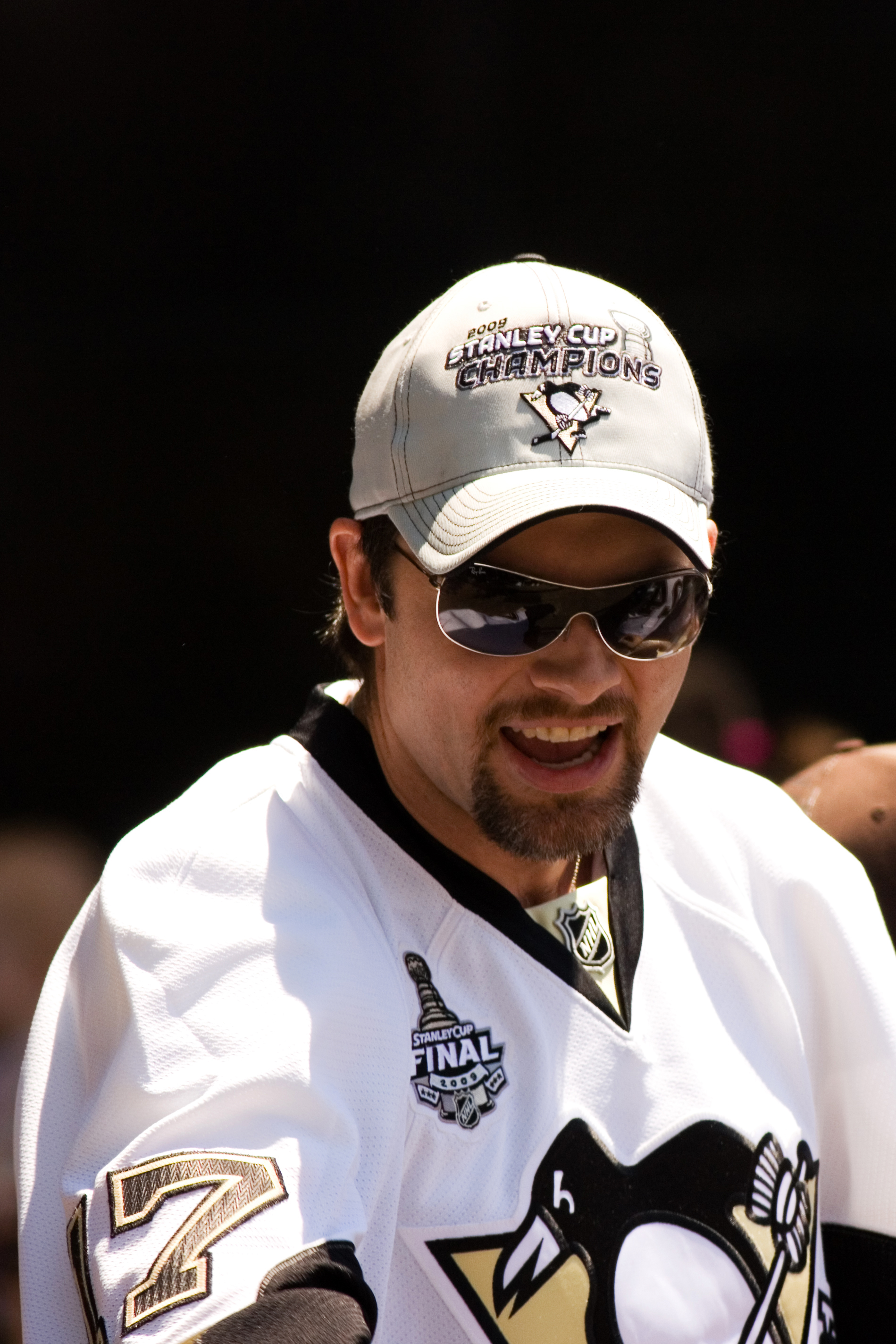
Petr Sýkora Nejvíce branek v play off 34 branek
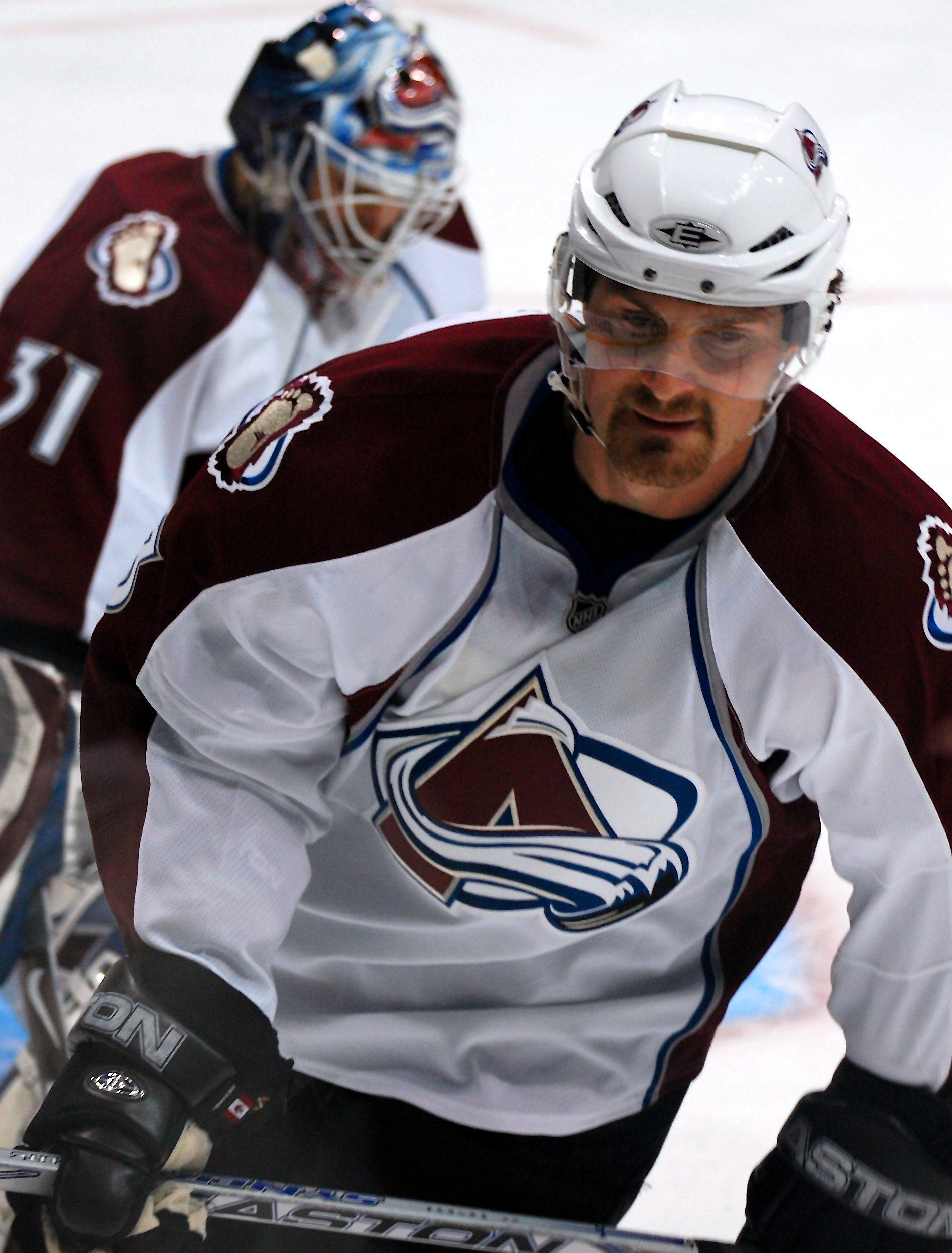
Milan Hejduk Nejvíce branek v play off 34 branek

- Jaromír Jágr 
 Nejvíce asistencí v play off
 123 asistencí
- Patrik Eliáš 
 Nejvíce asistencí v play off
 80 asistencí
- David Krejčí 
 Nejvíce asistencí v play off
 55 asistencí

- Jaromír Jágr 
 Nejvíce kanadských bodů v play off
 201 bodů
- Patrik Eliáš 
 Nejvíce kanadských bodů v play off
 125 bodů
- David Krejčí 
 Nejvíce kanadských bodů v play off
 87 bodů

- Tučně = stále aktivní v NHL

| Pořadí | Hráč            | Post    | Počet zápasů | Branky | Asistence | Body         | +/-     | +   | -  | TM  |     |    |   |   |     |
| ------ | --------------- | ------- | ------------ | ------ | --------- | ------------ | ------- | --- | -- | --- | --- | -- | - | - | --- |
| Pořadí | Hráč            | Post    | Počet zápasů | Branky | 1         | Jaromír Jágr | Útočník | 208 | 78 | 123 | 201 | 30 | 1 | 3 | 163 |
| 2      | Patrik Eliáš    | Útočník | 162          | 45     | 80        | 125          | 16      | 0   | 0  | 89  |     |    |   |   |     |
| 3      | Ondřej Palát    | Útočník | 148          | 51     | 50        | 101          | 31      | 0   | 0  | 64  |     |    |   |   |     |
| 4      | Bobby Holík     | Útočník | 141          | 20     | 39        | 59           | 1       | 0   | 0  | 120 |     |    |   |   |     |
| 5      | Petr Sýkora     | Útočník | 133          | 34     | 40        | 74           | 22      | 0   | 0  | 62  |     |    |   |   |     |
| 6      | Petr Svoboda    | Obránce | 127          | 4      | 45        | 49           | 0       | 0   | 0  | 140 |     |    |   |   |     |
| 7      | Roman Hamrlík   | Obránce | 113          | 3      | 38        | 41           | -28     | 0   | 0  | 87  |     |    |   |   |     |
| 8      | Milan Hejduk    | Útočník | 112          | 34     | 42        | 76           | 7       | 0   | 0  | 28  |     |    |   |   |     |
| 9      | David Krejčí    | Útočník | 108          | 32     | 55        | 87           | 23      | 6   | 11 | 44  |     |    |   |   |     |
| 10     | Michal Rozsíval | Obránce | 106          | 5      | 20        | 25           | 5       | 5   | 10 | 72  |     |    |   |   |     |
| 11     | Martin Straka   | Útočník | 106          | 26     | 44        | 70           | 0       | 0   | 0  | 52  |     |    |   |   |     |
| 12     | Tomáš Kaberle   | Obránce | 102          | 6      | 33        | 39           | 16      | 0   | 0  | 28  |     |    |   |   |     |
| 13     | Petr Klíma      | Útočník | 95           | 28     | 24        | 52           | 0       | 0   | 0  | 83  |     |    |   |   |     |
| 14     | Michal Pivoňka  | Útočník | 95           | 19     | 36        | 55           | 0       | 0   | 0  | 86  |     |    |   |   |     |
| 15     | Tomáš Plekanec  | Útočník | 94           | 18     | 35        | 53           | -21     | 14  | 14 | 52  |     |    |   |   |     |
| 16     | Robert Lang     | Útočník | 91           | 18     | 28        | 46           | -1      | 0   | 0  | 24  |     |    |   |   |     |
| 17     | Richard Šmehlík | Obránce | 88           | 1      | 14        | 15           | 0       | 0   | 0  | 40  |     |    |   |   |     |
| 18     | Václav Varaďa   | Útočník | 87           | 11     | 19        | 30           | 0       | 0   | 0  | 82  |     |    |   |   |     |
| 19     | Martin Škoula   | Obránce | 83           | 1      | 13        | 14           | -7      | 0   | 0  | 22  |     |    |   |   |     |
| 20     | Jiří Hudler     | Útočník | 83           | 16     | 26        | 42           | -3      | 7   | 11 | 40  |     |    |   |   |     |

## Nejlepší brankáři Česka v základní části NHL
- Tučně = stále aktivní v NHL

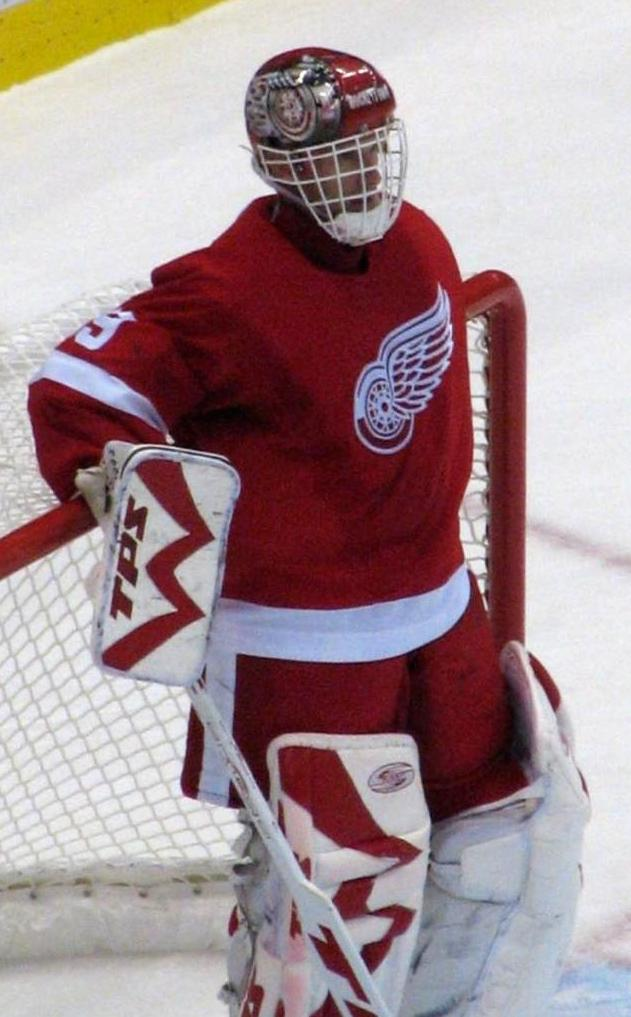
Dominik Hašek Počet zápasů v play off 735 zápasů
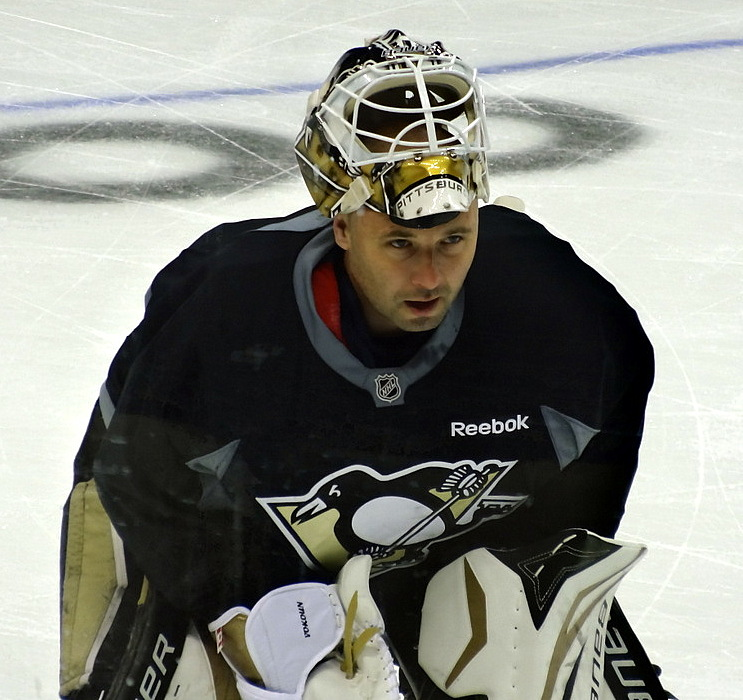
Tomáš Vokoun Počet zápasů v play off 700 zápasů
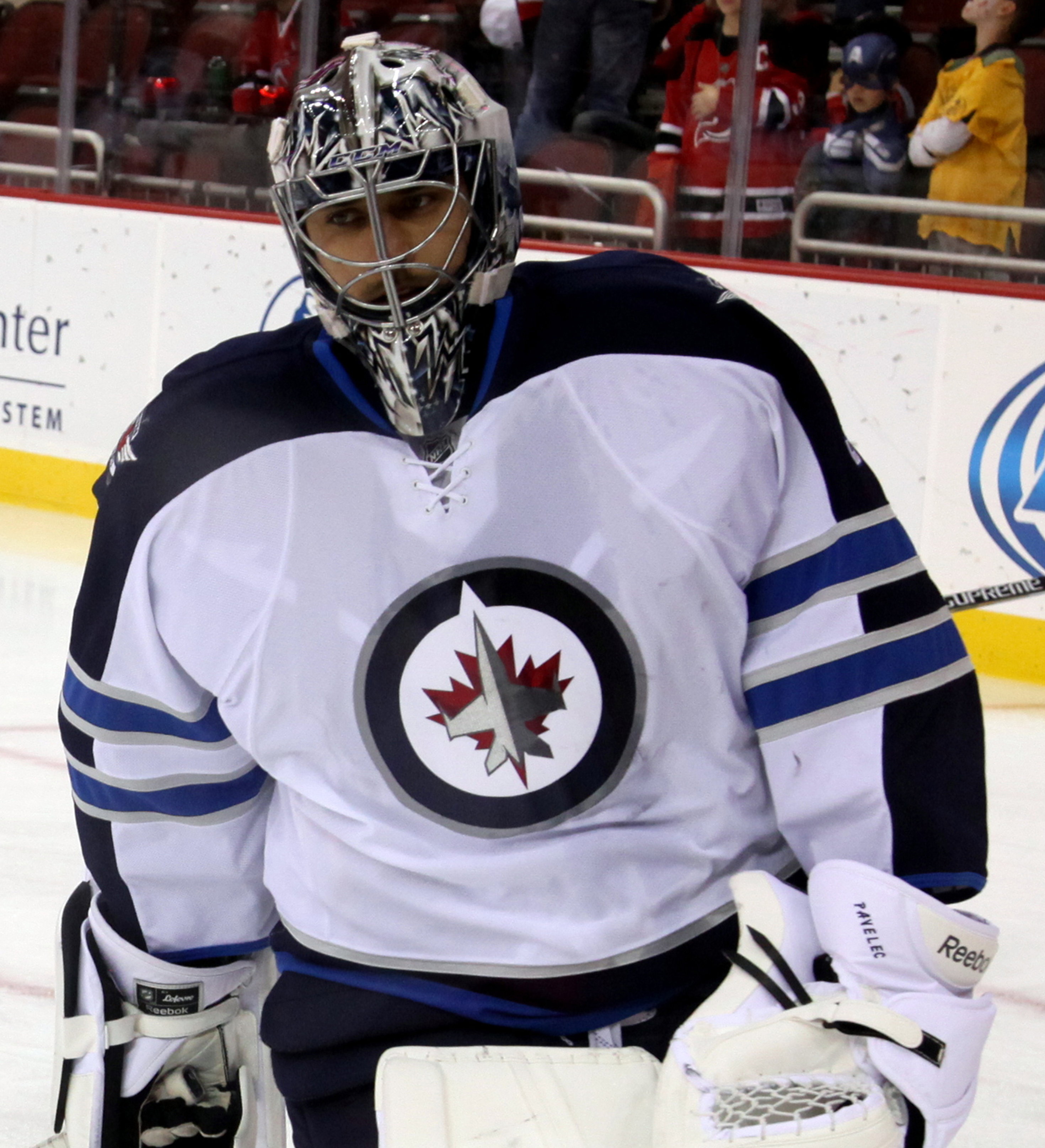
Ondřej Pavelec Počet zápasů v play off 398 zápasů

| Pořadí | Hráč            | Post | Počet zápasů | Čas na ledě | Obdržené branky | Počet zásahů  |   |     |       |      |       |
| ------ | --------------- | ---- | ------------ | ----------- | --------------- | ------------- | - | --- | ----- | ---- | ----- |
| Pořadí | Hráč            | Post | Počet zápasů | Čas na ledě | 1               | Dominik Hašek | B | 735 | 42837 | 1572 | 18648 |
| 2      | Tomáš Vokoun    | B    | 700          | 39689       | 1688            | 18625         |   |     |       |      |       |
| 3      | Ondřej Pavelec  | B    | 398          | 22327       | 1069            | 10425         |   |     |       |      |       |
| 4      | Roman Turek     | B    | 328          | 19095       | 734             | 7152          |   |     |       |      |       |
| 5      | Michal Neuvirth | B    | 249          | 13515       | 601             | 6200          |   |     |       |      |       |
| 6      | Roman Čechmánek | B    | 212          | 12086       | 419             | 4742          |   |     |       |      |       |
| 7      | Petr Mrázek     | B    | 183          | 10111       | 447             | 4541          |   |     |       |      |       |
| 8      | Milan Hnilička  | B    | 121          | 6509        | 359             | 3239          |   |     |       |      |       |
| 9      | Jiří Crha       | B    | 69           | 3942        | 261             | 0             |   |     |       |      |       |
| 10     | Martin Prusek   | B    | 57           | 2898        | 114             | 1132          |   |     |       |      |       |
| 11     | Marek Mazanec   | B    | 31           | 1654        | 82              | 702           |   |     |       |      |       |
| 12     | David Rittich   | B    | 22           | 1035        | 50              | 472           |   |     |       |      |       |
| 13     | Marek Schwarz   | B    | 6            | 124         | 9               | 38            |   |     |       |      |       |
| 14     | Alexander Salák | B    | 2            | 66          | 6               | 34            |   |     |       |      |       |
| 15     | Marek Langhamer | B    | 2            | 45          | 1               | 16            |   |     |       |      |       |
| 16     | Tomáš Pöpperle  | B    | 2            | 45          | 1               | 13            |   |     |       |      |       |
| 17     | Roman Will      | B    | 1            | 19          | 1               | 2             |   |     |       |      |       |

## Nejlepší brankáři česka v play off NHL

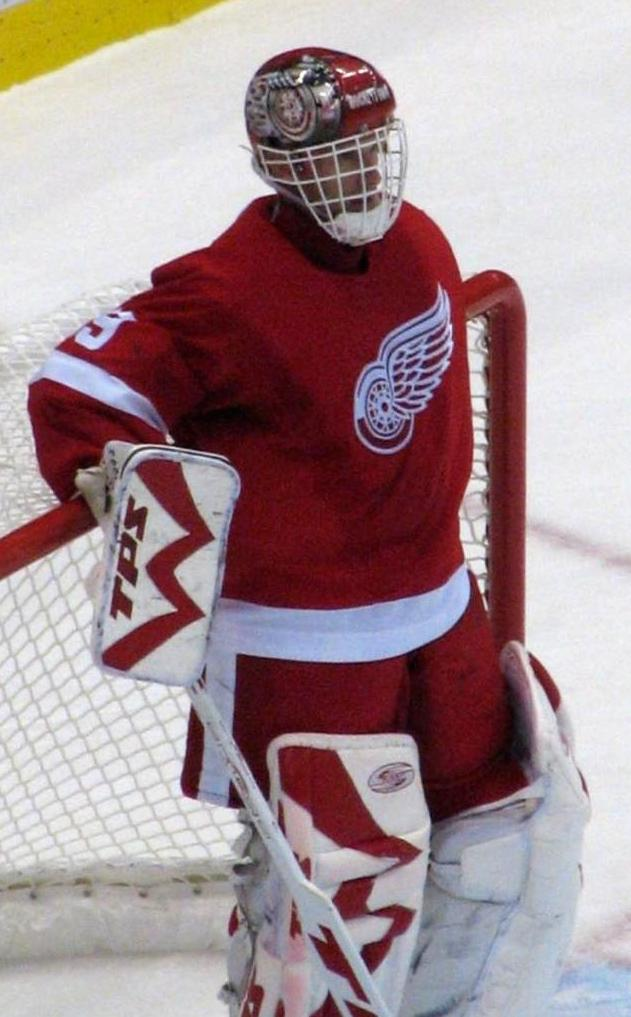
Dominik Hašek Počet zápasů v play off 119 zápasů
Roman Čechmánek Počet zápasů v play off 23 zápasů
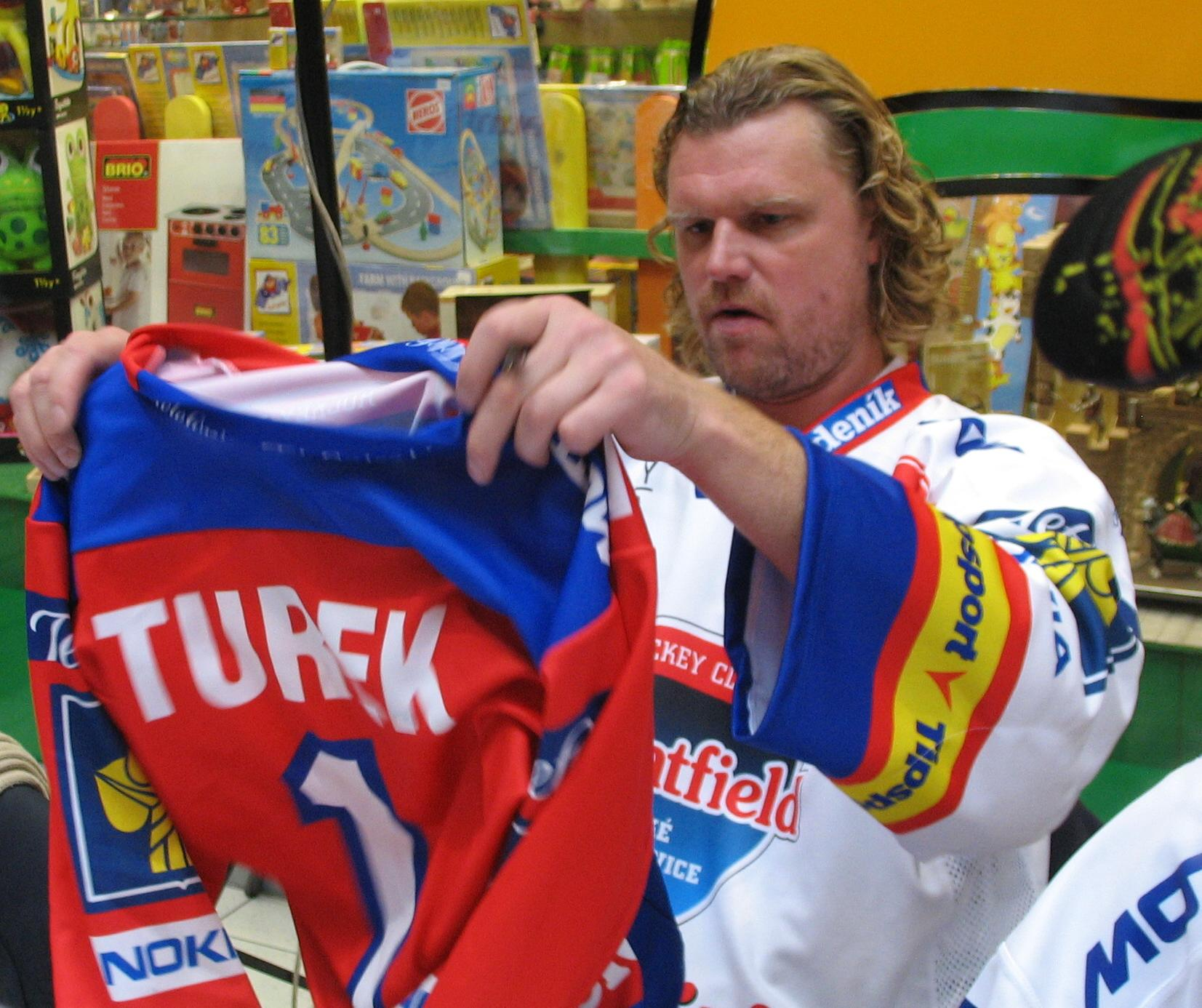
Roman Turek Počet zápasů v play off 22 zápasů
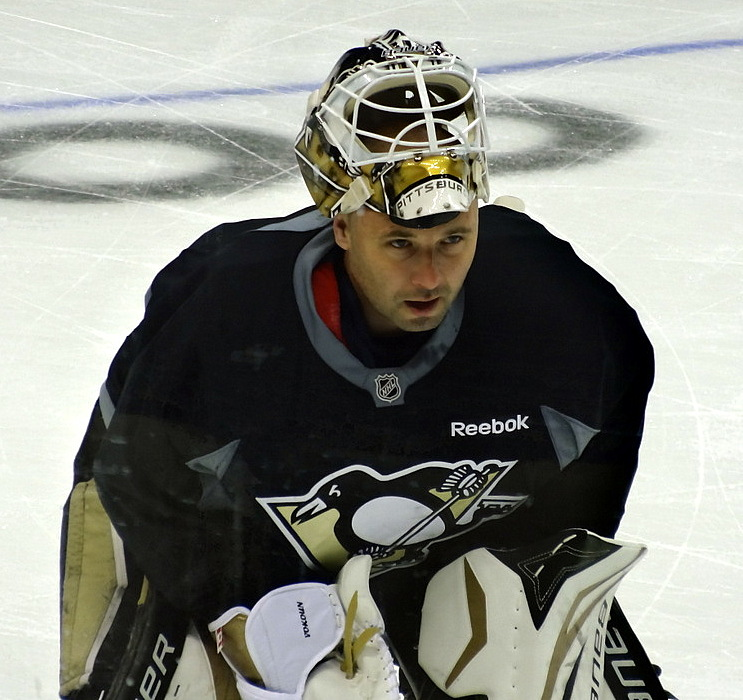
Tomáš Vokoun Počet zápasů v play off 22< zápasů

- Tučně = stále aktivní v NHL

| Pořadí | Hráč            | Post | Počet zápasů | Čas na ledě | Obdržené branky | Počet zásahů  |   |     |      |     |      |
| ------ | --------------- | ---- | ------------ | ----------- | --------------- | ------------- | - | --- | ---- | --- | ---- |
| Pořadí | Hráč            | Post | Počet zápasů | Čas na ledě | 1               | Dominik Hašek | B | 119 | 7318 | 246 | 3037 |
| 2      | Roman Čechmánek | B    | 23           | 1441        | 56              | 557           |   |     |      |     |      |
| 3      | Roman Turek     | B    | 22           | 1342        | 50              | 496           |   |     |      |     |      |
| 4      | Tomáš Vokoun    | B    | 22           | 1363        | 51              | 654           |   |     |      |     |      |
| 5      | Michal Neuvirth | B    | 16           | 929         | 36              | 408           |   |     |      |     |      |
| 6      | Petr Mrázek     | B    | 11           | 608         | 19              | 253           |   |     |      |     |      |
| 7      | Jiří Crha       | B    | 5            | 186         | 21              | 0             |   |     |      |     |      |
| 8      | Ondřej Pavelec  | B    | 4            | 244         | 15              | 122           |   |     |      |     |      |
| 9      | Martin Prusek   | B    | 1            | 40          | 1               | 14            |   |     |      |     |      |